# 波茲南
波兹南（波蘭語：Poznań）是波兰中西部的城市，位於大波兰地区瓦尔塔河沿岸，人口約54萬，是波蘭第五大城市。它是波兰最古老的城市之一，也是該國重要的历史、经济和文化中心。它是大波兰地区的历史首府，现在则是大波兰省的省会，整个波兹南都会区的居住人口超过了100万。
波兹南是波兰的学术重镇，拥有约13万名学生，波兰第三大的大学波兹南亚当·密茨凯维奇大学也位于这座城市。这里也是波兰全国最大、欧洲第三大的贸易展览会—波兹南国际博览会的主办地。它也是波兰的科技和旅游中心之一。
在2020年GaWC所公布的世界級城市名單中，波兹南被列為「全球都市」等級的城市。它也是波兰营商环境最好的城市之一，治安和医疗水平也名列前茅。

## 名称
波兹南的名称可能来自人名Poznan（来自波兰语分词poznan(y)——“一个被认识的人”），可能意为“波兹南的城市”。这个名称也有可能直接来自动词poznać，意思是“了解”或“认识”，所以它也可能意为“已知的城镇”。

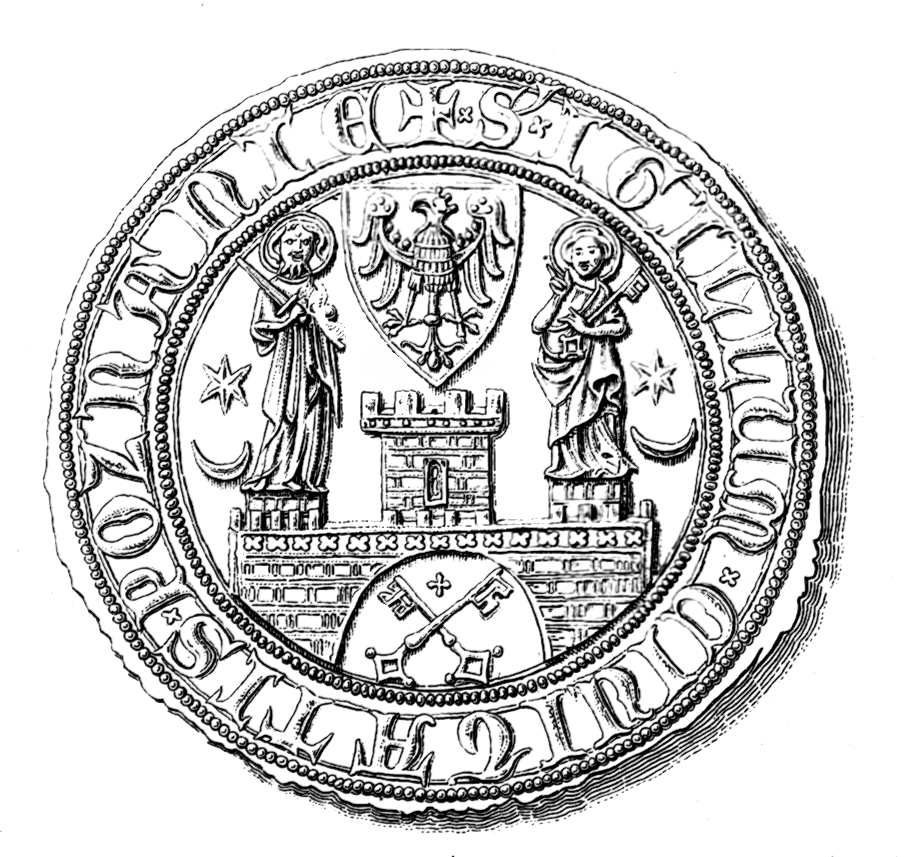
14世纪的印章，其上刻有波兹南市徽

现存最早的关于波兹南的记载是在1012年至1018年著成的梅泽堡的蒂特玛的编年史中发现的，分别为：episcopus Posnaniensis（“波兹南的主教”，在970年条目中）和ab urbe Posnani（“来自波兹南”，在1005年）。这座城市的拉丁语主格形式名称在1236年和1247年的文献中分别被记载为Posnania和Poznania。短语in Poznan在1146年和1244年出现。
波兹南的正式名称为Stołeczne Miasto Poznań（“波兹南首府城市”），表明其在早期波兰国家中的政治中心的地位。波兹南在德语中被称为Posen（中译为波森），在1910年8月20日至1918年11月28日之间的正式名称为Haupt- und Residenzstadt Posen（波兹南首府和居民城市）。这座城市的拉丁语名称是Posnania和Civitas Posnaniensis。它的意第绪语名称是פּױזן（Poyzn）。

## 历史

### 早期波兰国家时期

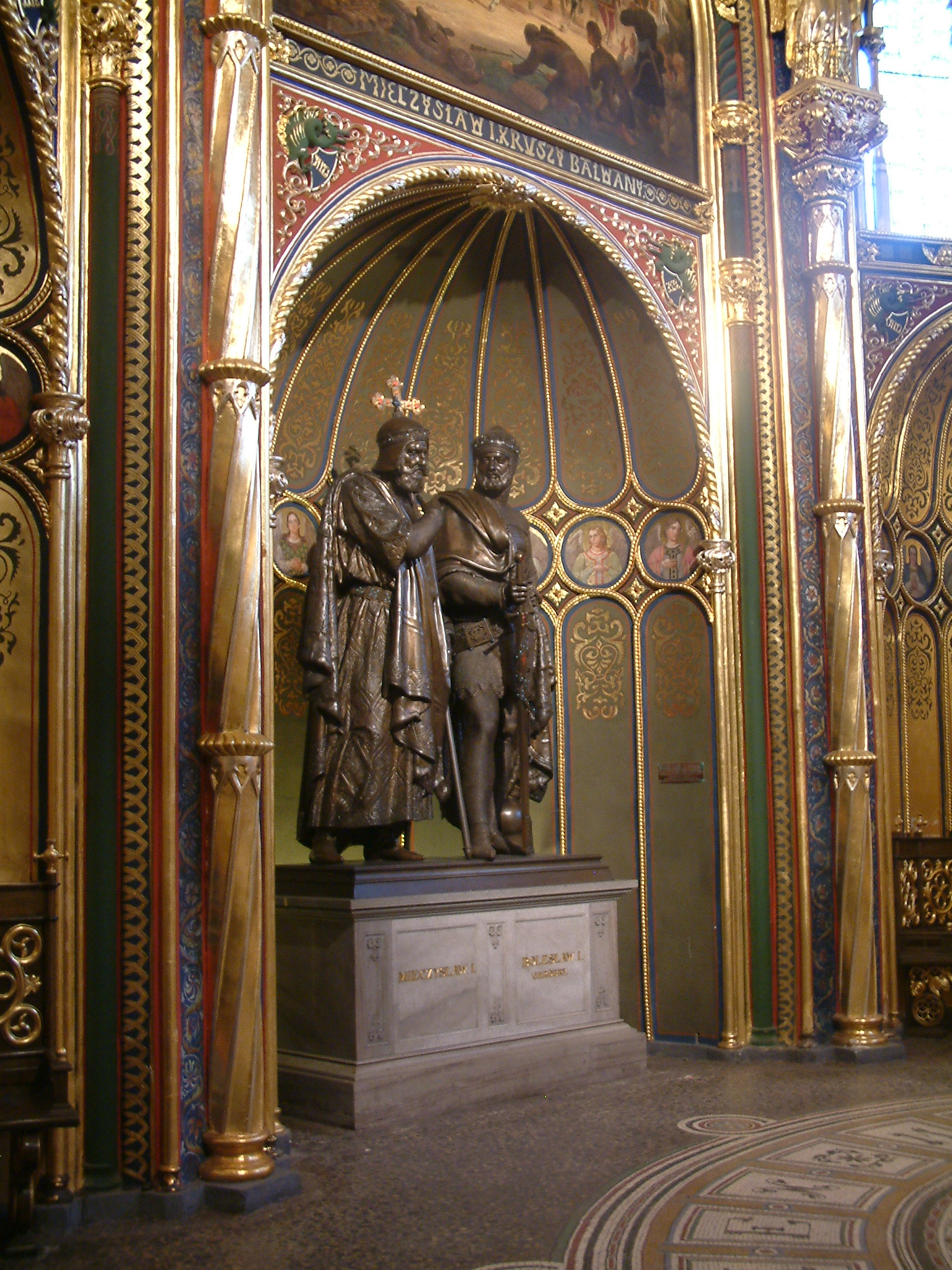
波兹南主教座堂内梅什科一世和波列斯瓦夫一世的纪念碑

在波兰基督教化之前的几个世纪，波兹南就已经是古波兰部落的一个重要的文化和政治中心。当时，在今天的教堂岛上已经出现了早期的堡垒。梅什科一世时期，波兹南开始成为早期波兰国家的几个政治中心之一，而其本人的受洗也可能发生在这里。
梅什科一世接受洗礼之后，波兰的第一座主教座堂—波兹南主教座堂开始建设。波兹南可能是第一个被派往波兰传教的主教，主教乔丹的主要所在地。1000年召开的格涅兹诺大会使得波兰全国第一个永久性大主教辖区设立在格涅兹诺，但是波兹南继续拥有自己独立的主教。波兹南主教座堂是早期皮雅斯特王朝君主（梅什科一世，波列斯瓦夫一世，梅什科二世，卡齐米日一世）以及后来的普热梅斯瓦夫一世和普热梅斯瓦夫二世的埋葬地。

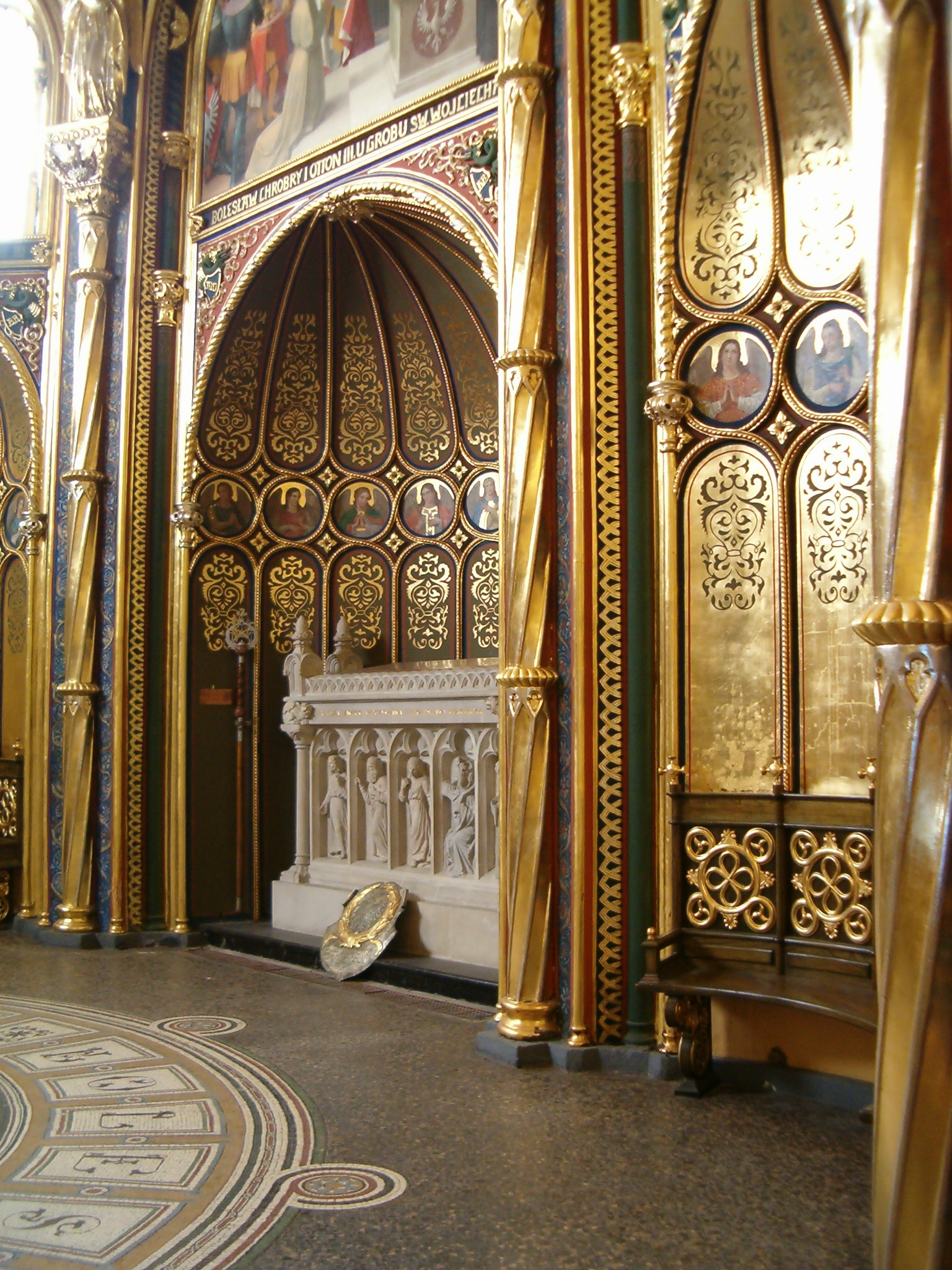
波兹南主教座堂内梅什科一世和波列斯瓦夫一世的坟墓

1034年，梅什科二世死后，异教徒的叛乱使该地区变得衰弱，1038年，波希米亚公爵布热季斯拉夫一世洗劫并摧毁了波兹南和格涅兹诺。1039年，在卡齐米日一世的领导下，波兰重新统一，但首都迁到了受到动乱影响相对较小的克拉科夫。

### 分裂时期
1138年，根据波列斯瓦夫三世的遗嘱，波兰被划分为多个由已故国王的儿子们统治的公爵领地，波兹南及其周边地区成为第一位大波兰公爵梅什科三世的领地。这个分裂时期一直持续到1320年。公国经常易手；波兹南、格涅兹诺和卡利什有时由同一个公爵统治，但在其他时候，这些地区各自组成独立的公国。

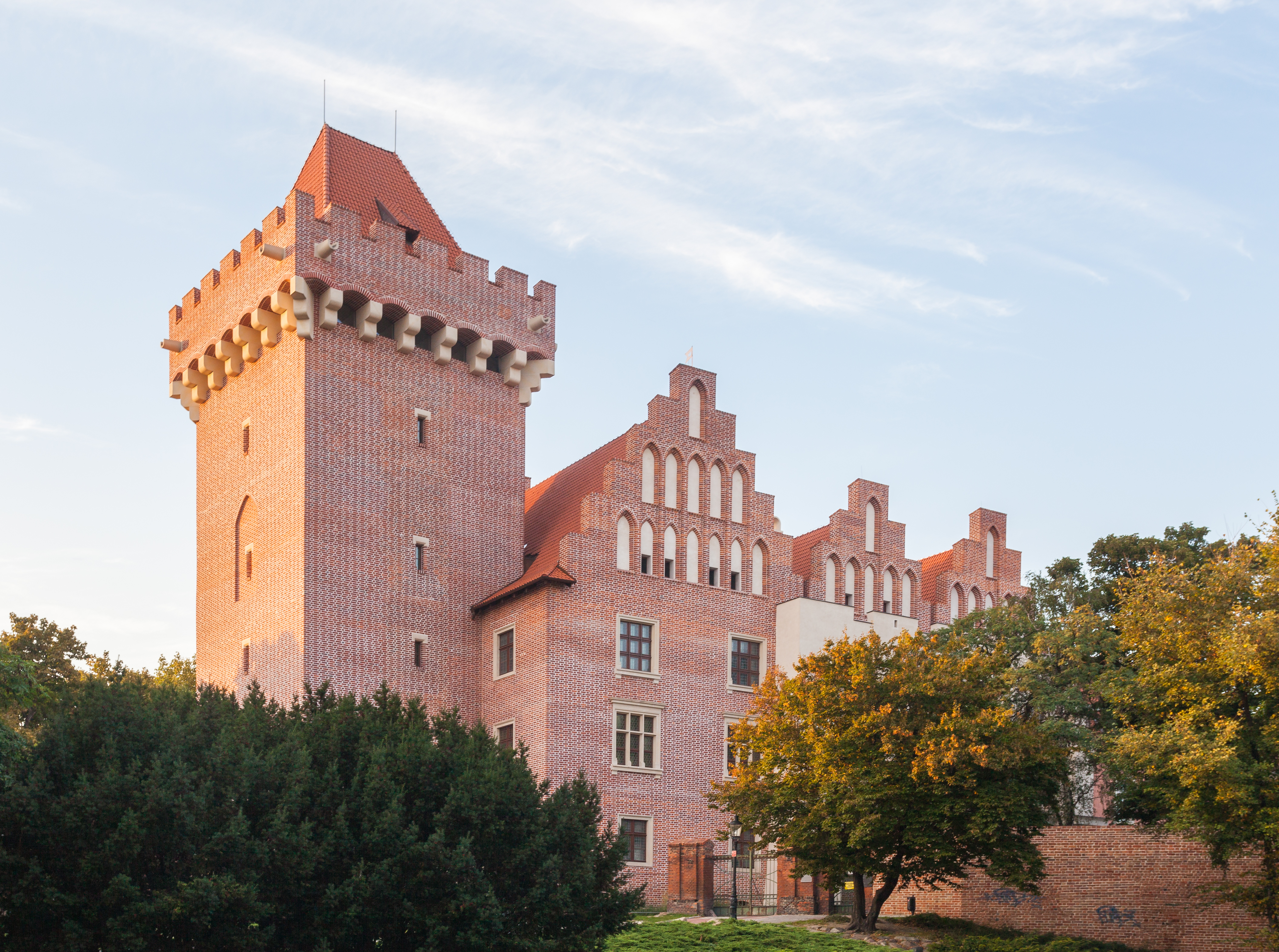
完全重建后的皇家城堡

大约在1249年，大波兰公爵普热梅斯瓦夫一世开始在瓦尔塔河左岸的一座小山上着手建造后来的皇家城堡。1253年，普热梅斯瓦夫一世向古本的托马斯颁发了一份允许根据马格德堡法律在城堡和河流之间建立城镇的特许状。为了帮助城市的建设，吸引人民定居，托马斯带来了大量的德意志移民——这是那个时期德意志东向移民运动的一个例子。 在13世纪，这座城市（覆盖了今天的老城附近的区域）被防御城墙包围着，与城堡融为一体。根据瓦尔特·库恩的说法，1400年，这座城市四分之三的人口说德语。 皇家办公处和大学确保了波兹南波兰文学文化的首次繁荣。

### 重新统一及波立联邦时期

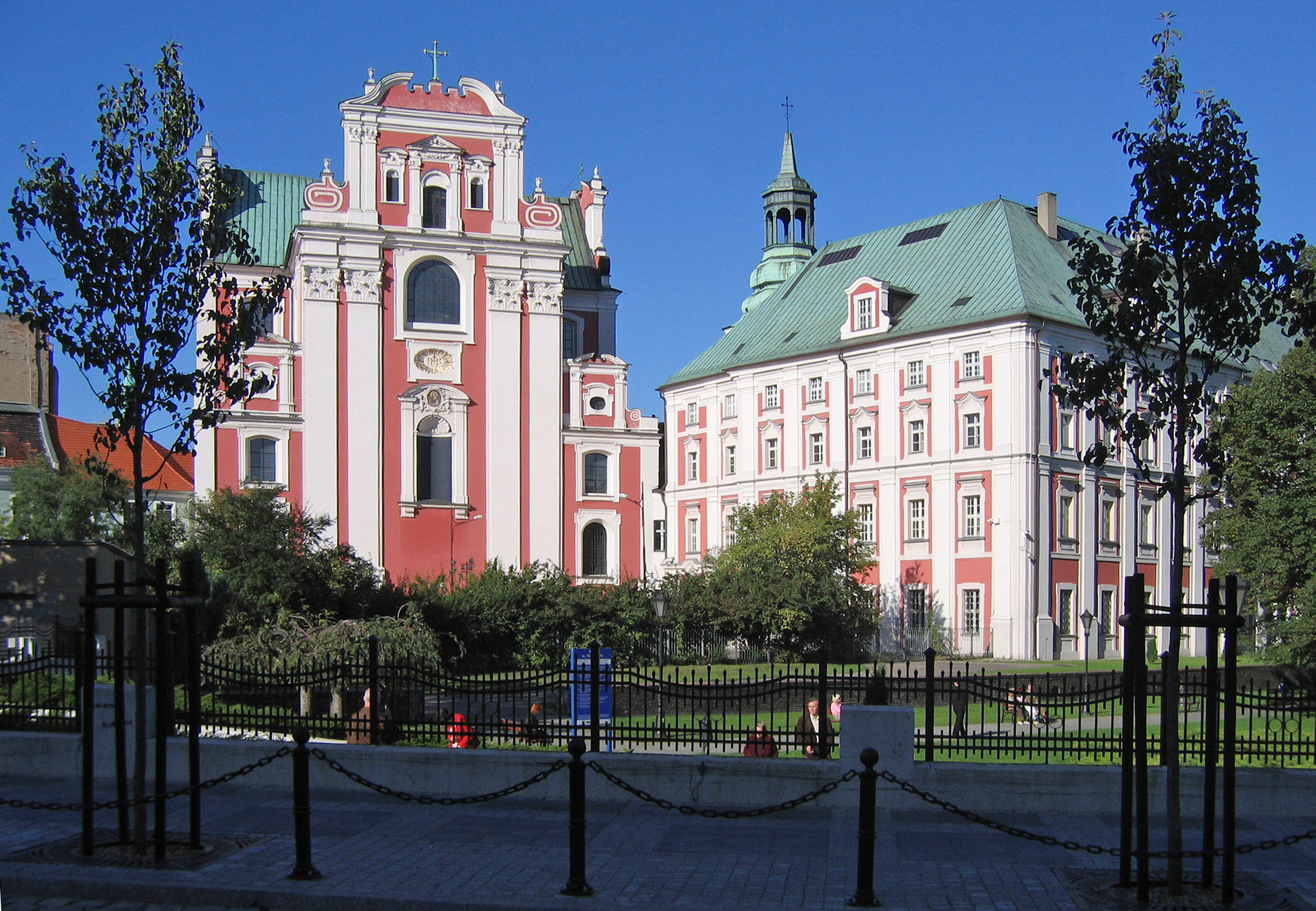
耶稣会学院曾经是波兰-立陶宛联邦最负盛名的教育机构之一。

在重获统一后的波兰，以及后来的波兰-立陶宛联邦，波兹南一直是波兹南省的省会。由于波兹南位于从立陶宛和鲁塞尼亚到西欧的贸易路线上，因此从雅盖隆王朝时期，这座城市的重要性就在增长，到了16世纪晚期，它已经成为一个主要的毛皮贸易中心。在城墙周围、河上的岛屿和河流右岸陆续出现了一些郊区定居点，其中一些（教堂岛、希罗德卡、奇瓦利谢沃和奥斯特罗维克获得了城镇特许状。然而，城市的发展经常受到大火和洪水的阻碍。1536年5月2日，一场大火烧毁了175座建筑，包括城堡、市政厅、修道院和一座名为圣马丁的郊区定居点。 1519年，作为一所高等教育机构（但没有授予学位的权利，这项权利留给了位于克拉科夫的雅盖隆大学）的卢布兰斯基学院在波兹南成立。然而，在反宗教改革期间的1571年，该市建立了一所耶稣会学院，从1611年开始，这所学院有权授予学位，直到1773年与卢布兰斯基学院合并为止。

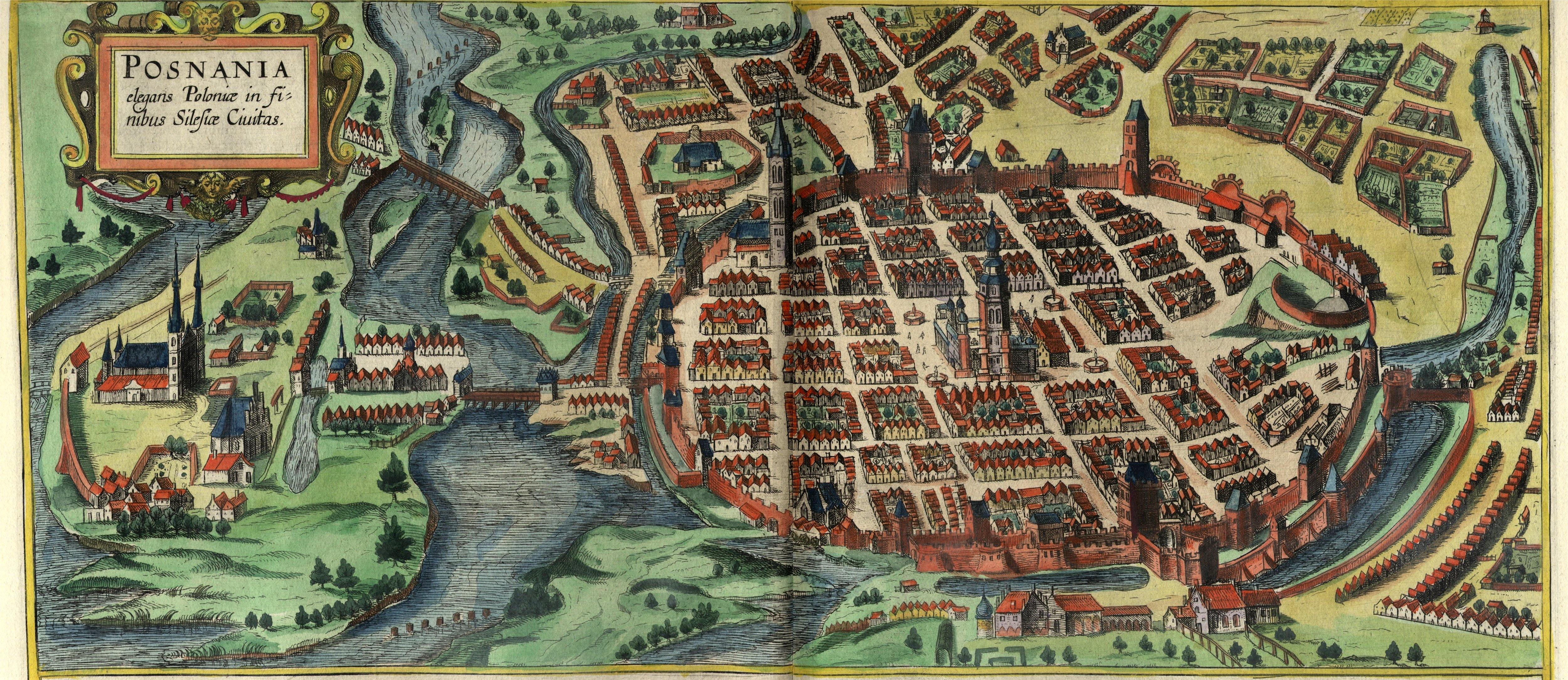
波兹南，约1617年，从北方眺望

在17世纪的后半叶和18世纪的大部分时间，一系列的战争（以及随之而来的军事占领，抢劫和破坏）—包括第二次和第三次北方战争、波兰王位继承战争、七年战争、巴尔联盟叛乱，使得波兹南受到严重影响。疫情和洪水也频繁爆发，特别是1736年的洪水，摧毁了大部分郊区建筑。城市的人口出现了下降（从1600年左右的20000人下降到1730年左右的6000人）。为了重建被摧毁的郊区，来自班贝格和荷兰的移民（分别被称为Bambrzy和Olędrzy）被带到这里。1778年，“良好秩序委员会”（Komisja Dobrego Porządku）在该市成立，负责监督重建工作和重组城市管理体系。

### 普鲁士及德意志帝国时期

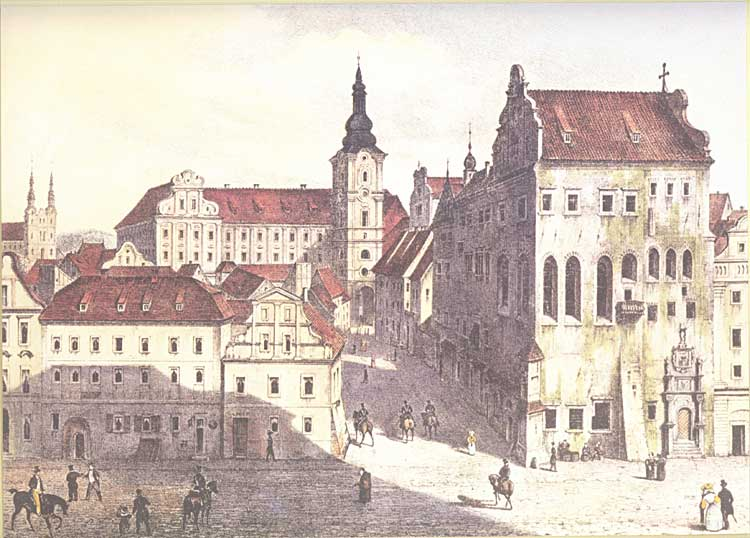
描绘波兹南的彩色平板印刷。创作于1833年。

1793年，在第二次瓜分波兰中，波兹南被普鲁士王国控制，成为南普鲁士省的一部分（最初是该省的省会）。普鲁士当局扩大了城市边界，使城墙内的城市及其近郊成为一个单一的行政单位。左岸郊区于1797年并入波兹南，教堂岛、希罗德卡、奇瓦利谢沃、奥斯特罗维克和瓦茨纳则于1800年被并入。旧城的城墙在19世纪早期被拆除，旧城的西部进行了重大开发，现在市中心的许多主要街道在当时都已经得到规划。
在1806年的大波兰起义中，波兰士兵和民间志愿者协助拿破仑将普鲁士军队驱逐出该地区。1807年，这座城市成为华沙大公国的一部分，并成为波兹南省的省会。然而，在1815年的维也纳会议之后，该地区被归还给普鲁士，波兹南成为半自治的波森大公国的首都。
城市继续扩张，各种建设项目都得到了波兰慈善家的资助，如拉琴斯基图书馆和巴扎尔酒店。1848年，这座城市开通了第一条铁路，通往什切青旧城。由于它的战略位置重要，因此普鲁士当局打算把波兹南建成一个要塞城市，在它周围建立一个防御工事圈。1828年，温尼瑞堡开始动工，随后几年，整个波兹南要塞防御体系完工。
1848年革命期间的大波兰起义最终以失败告终，大公国失去了剩余的自治权，波兹南成为普鲁士波森省的省会。随着1871年德国统一，它成为德意志帝国的一部分。波兰的爱国者们继续组成社会团体（如波兹南大公国中央经济学会），同时，1875年，一家波兰剧院宣告开业；然而，当局努力使该地区德国化，特别是通过普鲁士定居委员会（成立于1886年）。1867年，德意志人占该市人口的38%，尽管这一比例后来有所下降，尤其是在该地区回归波兰之后。
波兹南要塞的另一轮扩张计划，即在城市周边建立一个更大范围的堡垒环，也在计划中。最初的九个堡垒的建造始于1876年，而九个中间的堡垒是从1887年开始建造的。内环的防御工事现在被认为是过时的，并在20世纪早期大部分被拆除（尽管城堡仍然使用）。这为接下来的民用建筑创造了空间，特别是完成于1910年的皇宫和它周围的其他宏伟建筑（包括今天位于市中心的大学建筑以及歌剧院）。城市的边界也显著扩展到以前的郊区村庄：1896年，彼得罗沃和伯迪乔沃被并入城市；1900年，瓦扎兹、戈尔钦、耶齐采和维尔达被纳入城市范围；1907年索瓦奇被并入。

### 波兰第二共和国时期

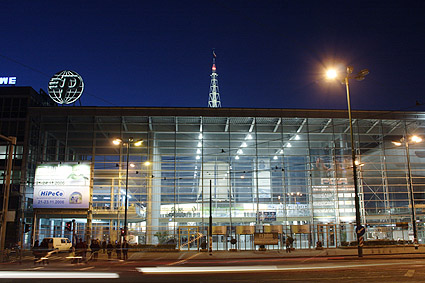
波兹南国际博览会于1925年首次举行

第一次世界大战结束时，最后一次大波兰起义（1918-1919）将波兹南和大部分的附属地区并入了新生的波兰，并得到了《凡尔赛条约》的承认。当地的德意志民众必须获得波兰公民身份，否则就必须离开波兰。这导致了全城德意志人的大规模移民。该市的德意志人口数量从1910年的65321人下降到1926年的5980人，到1934年进一步下降到4387人。 在两次世界大战之间的波兰第二共和国时期，这个城市再次成为波兹南省的省会。波兹南的大学（今天称为波兹南亚当·密茨凯维奇大学）于1919年成立，随后的1925年，波兹南国际博览会开始举行。1929年，博览会场地成为纪念波兰独立十周年的大型国家展览（Powszechna Wystawa Krajowa，简称PeWuKa）的场地；该展览吸引了大约450万游客。城市的边界在1925年（格武夫纳、科曼多利亚、拉塔耶、斯塔罗韦卡、登别茨、谢兰格和维诺格拉德等区域并入）和1933年（戈莱钦和波多拉尼两个区域并入）两度扩展。

### 纳粹占领时期

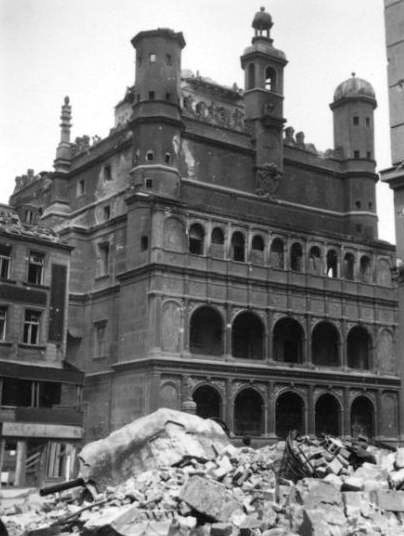
战争中受损的波兹南市政厅

1939年，第二次世界大战爆发，波兹南旋即被纳粹德国占领。在4年的占领期间，许多波兰居民被处决、逮捕、驱逐到波兰总督府控制区或被强迫劳动；与此同时，许多德国人和德意志裔人迁入这座城市。德意志人口从1939年的约5000人（约占居民总数的2%）增加到1944年的约95000人。
波兹南犹太社区的历史可以追溯到13世纪。二战前，波兹南的犹太人社区是波兰境内最古老和最重要的犹太人社区之一。战前至少有2000名犹太人定居在这座城市，他们大多死于大屠杀。德国占领军在19世纪建立的外围堡垒之一，第七堡设立了集中营。营地后来转移到波兹南以南的扎比科沃。纳粹当局显著地扩展了波兹南的边界，包括了现在城市的大部分区域；这些边界在战后得到了保留。1945年2月23日，在波兹南战役后，苏联红军在波兰志愿军的协助下占领了这里。在这场战役中，依据希特勒对这座城市“堡垒城市”的定位，德国军队进行了最后的防御。战争使这座城市的大部分地区，特别是老城，变成了废墟，其中包括许多纪念碑（例如古松·博格勒姆雕刻的伍德罗·威尔逊雕像）。

### 共产主义时期
由于德意志人口或被驱逐，或主动逃亡，战后波兹南的人口几乎都是波兰人。这座城市再次成为省会；1950年，波兹南省的规模被缩小，而城市本身被赋予独立的省级地位。但是，在1975年的改革中，波兹南失去了这一地位，波兹南省的规模也又一次大大缩小。

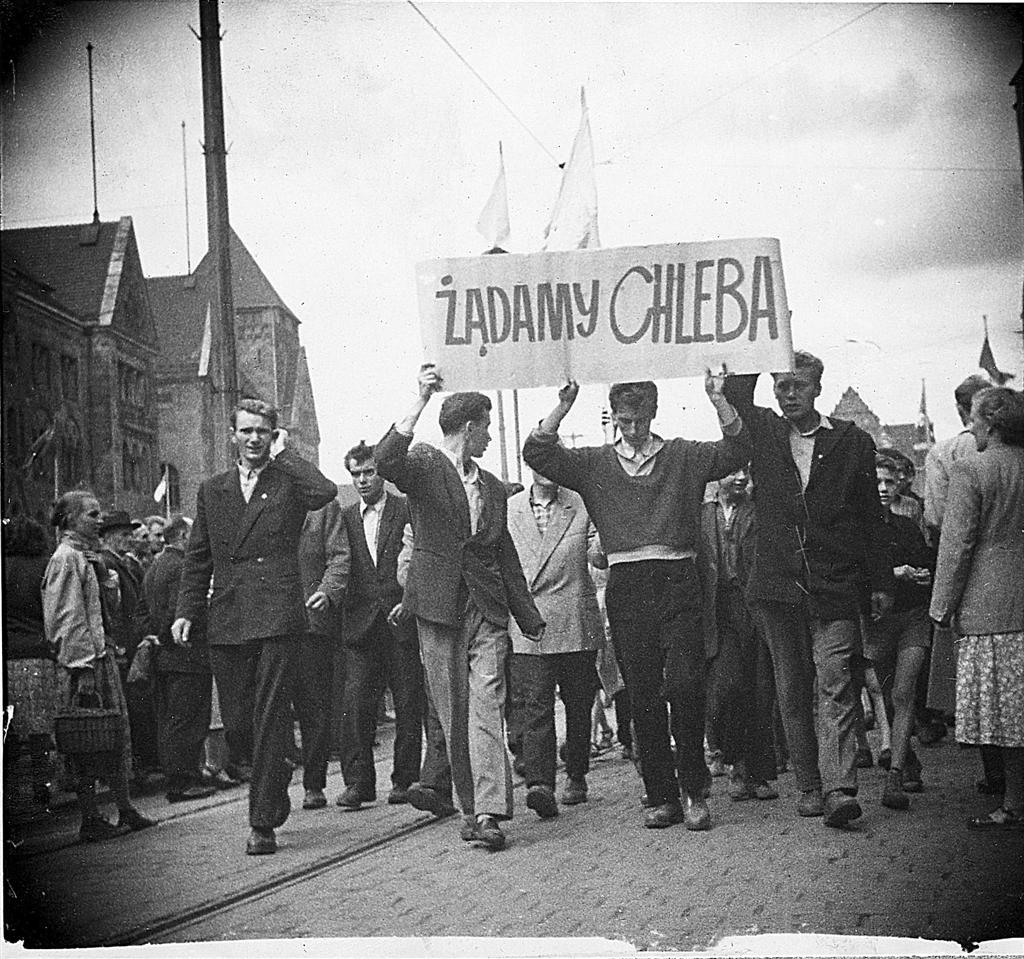
在1956年的波兹南事件中，抗议者打出“我们要面包！”的标语。

1956年波兹南的抗议活动被视为对共产主义统治不满的早期实例。1956年6月，策杰尔斯基工厂的工人抗议发展成一系列反对政府政策的罢工和民众抗议。在6月28日的抗议游行遭到当局枪击后，抗议群众冲击了当地的共产党和秘密警察总部，但枪战使得他们被击退。骚乱持续了两天，直到被军队平息；根据官方数据，67人死亡。1981年，密茨凯维奇广场竖立起了一座遇难者纪念碑。
战后时期，在战争中受损的建筑的大规模重建工作得以进行。从20世纪60年代开始，出现了密集住房的开发，以预制混凝土公寓楼为主，尤其是在拉塔耶和维诺格拉德两个区域，以及后来的皮安特科沃。基础设施方面的又一次大的改变则是1968年的瓦尔塔河的改道工程，使其沿着教堂岛两侧的两条笔直的支流流淌。1987年，城市边界再度扩张，将北部的一些新的地区，包括莫拉斯科、拉多杰沃和凯克日，纳入城市范围内。

### 东欧剧变以后

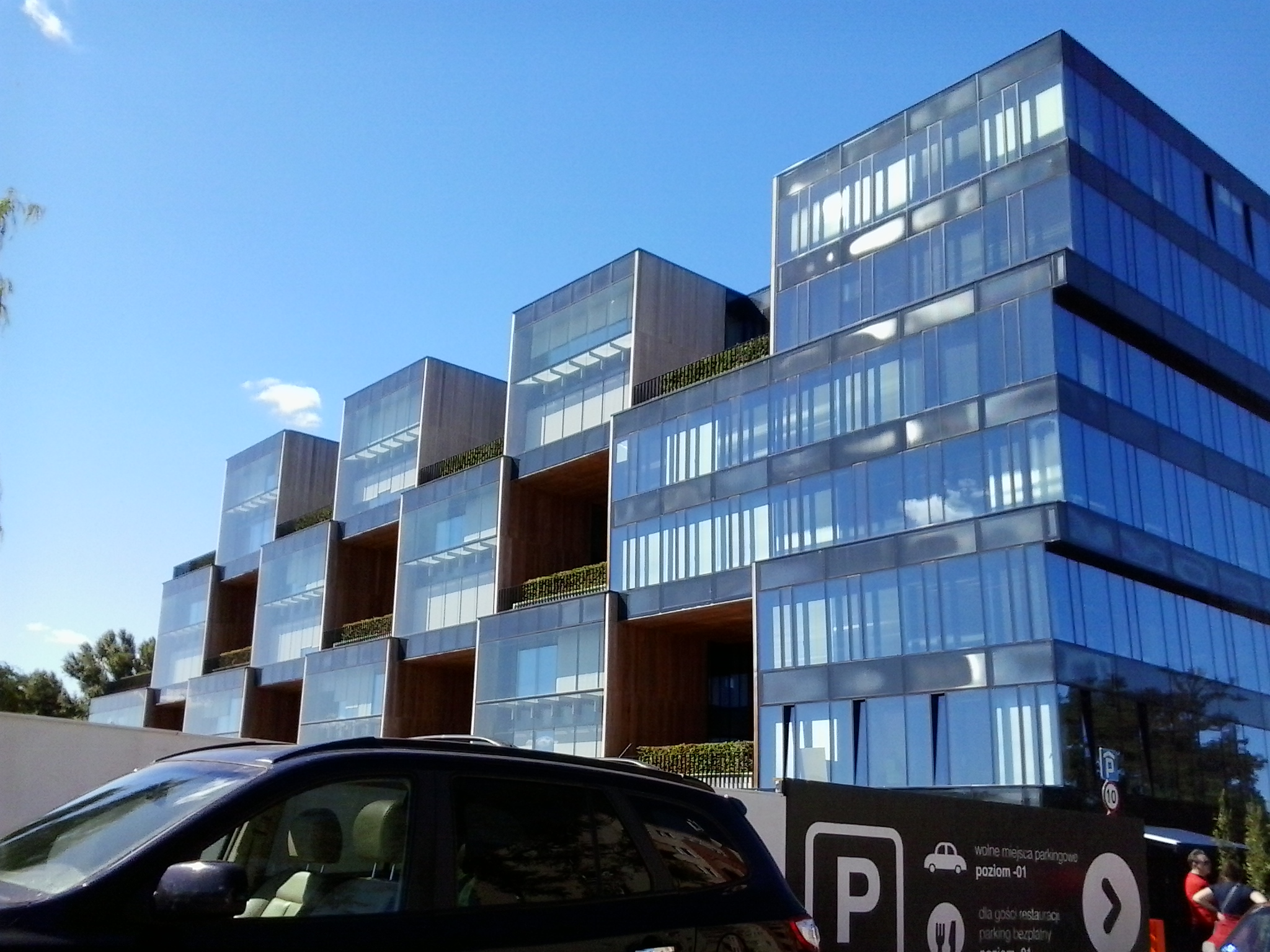
波兹南像素大楼

共产主义垮台后的第一次自由地方选举在1990年进行。随着1999年波兰地方政府的改革，波兹南成为了大波兰省的省会和波兹南县的县治，城市本身也获得了独立的县的地位。
最近的基础设施建设包括1997年开通的快速有轨电车线路，以及2003年的经过波兹南的第一条高速公路（A2高速公路的一部分）。2006年，波兰的第一架F-16战斗机进驻了位于该市东南部的克泽西尼的第31空军基地。波兹南继续定期举办贸易博览会和国际活动，包括2008年的联合国气候变化会议。它也是2012年欧洲杯的主办城市之一。

## 地理

### 地形

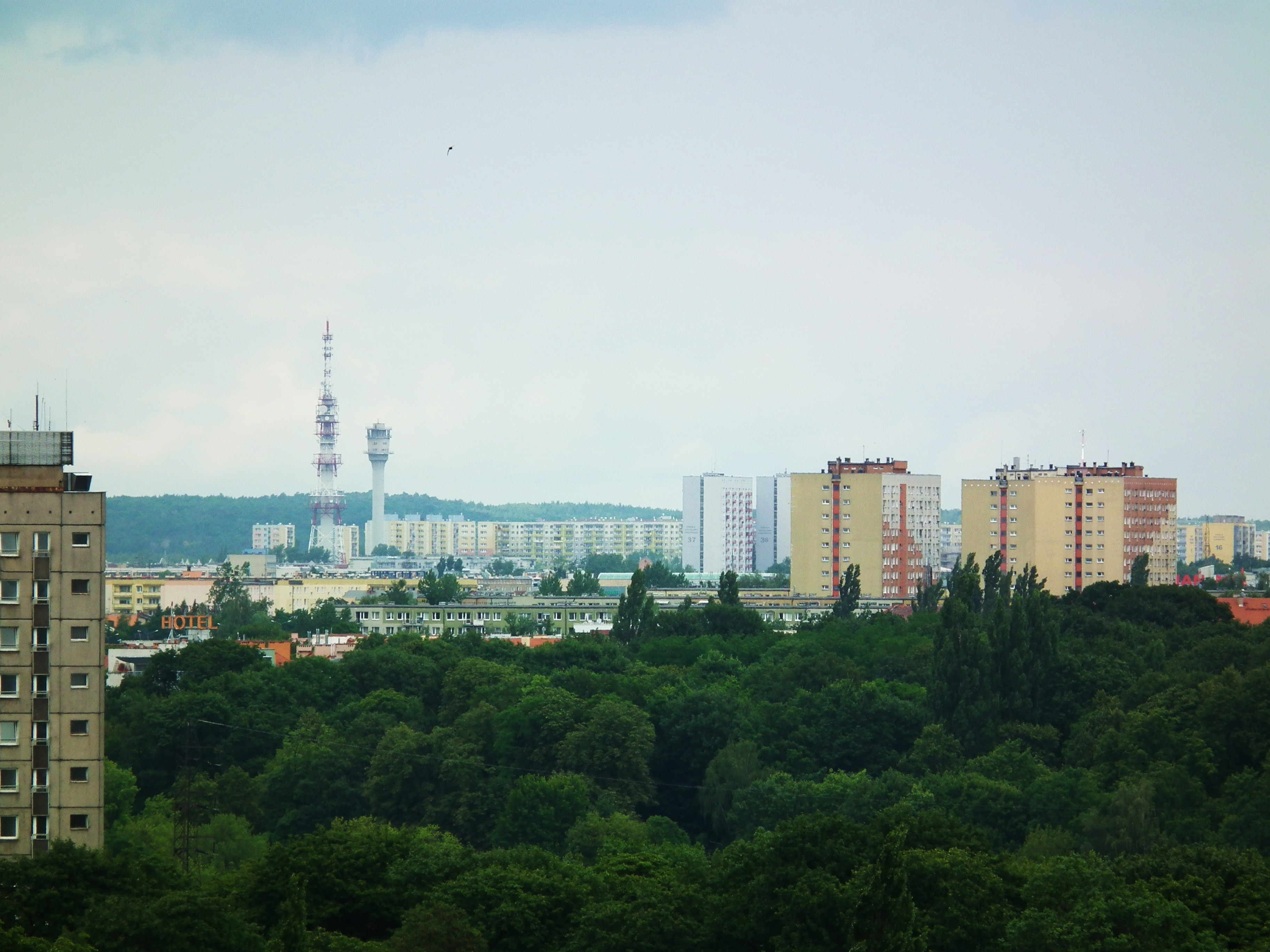
与建成区相毗邻的莫拉斯科山

波兹南位于波德平原的东部，总体上地势平坦。具体来说，该市可分为三个不同的地形区：西半部大部分属于波兹南湖区，东半部为弗热希尼亚平原，而两部分之间则是瓦尔塔河谷地。全市最高点为城市北部的莫拉斯科山的顶峰，海拔154米；最低点位于瓦尔塔河谷地，海拔50米。

### 水文

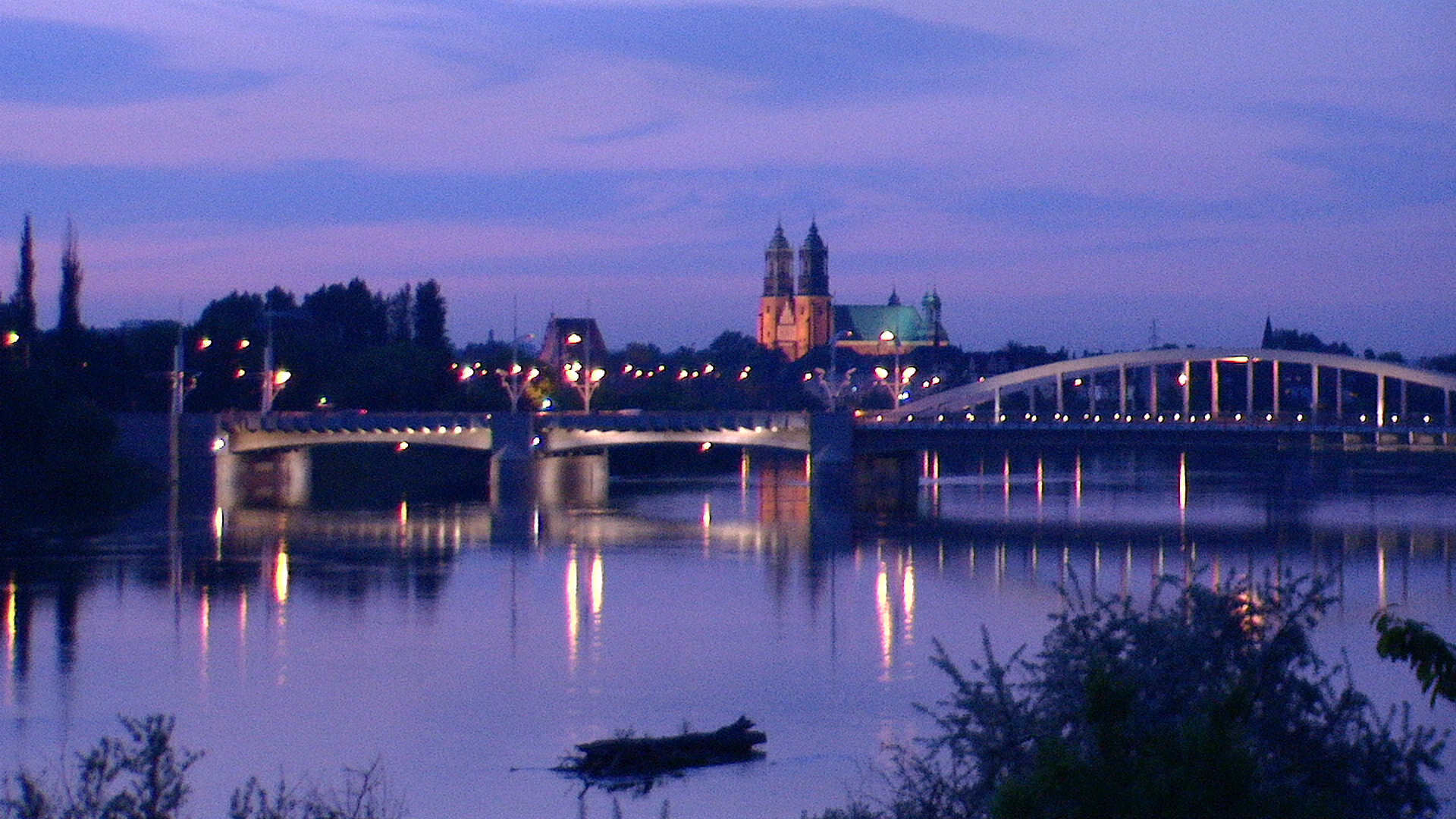
瓦尔塔河波兹南段

波兹南的主要河流是自南向北贯穿这座城市的瓦尔塔河。当它接近市中心时，它分成东、西两个支流，经过教堂岛的两侧，然后在更向北的地方会合。流量较小的西比娜河流经波兹南的东部，最终与瓦尔塔河的东支会合。瓦尔塔河在城市内的其他支流还有尤尼科沃溪、博格丹卡河、维日巴克河、格武夫纳河以及玫瑰溪等。

### 气候

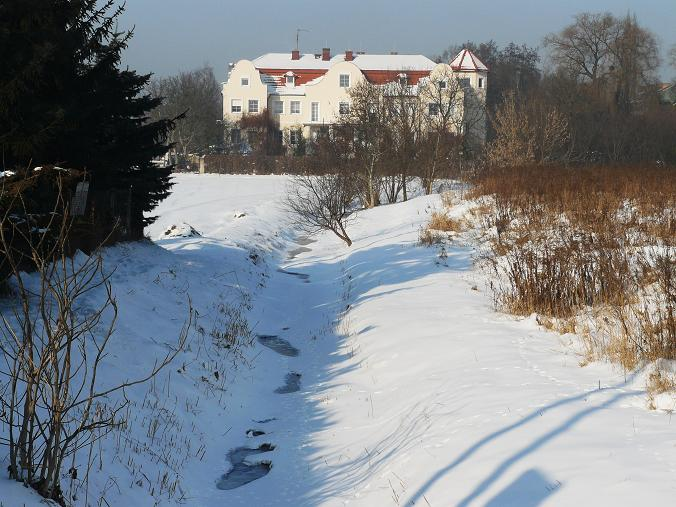
波兹南尤尼科沃的雪景

波兹南的气候属于湿润大陆性气候和海洋性气候之间的过渡性气候（柯本气候分类法：Cfb到Dfb），冬冷夏暖。冬天下雪很常见，夜间气温通常在零度以下，而夏天的温度有时能达到30 °C，但总体来说，全年温差不是很大。波兹南年降水量超过500毫米，月份分布较为均匀，7月份由于强对流天气频发，雨量相对最多。这座城市的日照时数在全国排名靠前。波兹南的历史最高气温为1959年7月11日录得的38.7 °C。
| 波兹南（平均數據1991-2020年，極端數據1951-2021年） | 波兹南（平均數據1991-2020年，極端數據1951-2021年） | 波兹南（平均數據1991-2020年，極端數據1951-2021年） | 波兹南（平均數據1991-2020年，極端數據1951-2021年） | 波兹南（平均數據1991-2020年，極端數據1951-2021年） | 波兹南（平均數據1991-2020年，極端數據1951-2021年） | 波兹南（平均數據1991-2020年，極端數據1951-2021年） | 波兹南（平均數據1991-2020年，極端數據1951-2021年） | 波兹南（平均數據1991-2020年，極端數據1951-2021年） | 波兹南（平均數據1991-2020年，極端數據1951-2021年） | 波兹南（平均數據1991-2020年，極端數據1951-2021年） | 波兹南（平均數據1991-2020年，極端數據1951-2021年） | 波兹南（平均數據1991-2020年，極端數據1951-2021年） | 波兹南（平均數據1991-2020年，極端數據1951-2021年） |
| 月份                                               | 1月                                                | 2月                                                | 3月                                                | 4月                                                | 5月                                                | 6月                                                | 7月                                                | 8月                                                | 9月                                                | 10月                                               | 11月                                               | 12月                                               | 全年                                               |
| -------------------------------------------------- | -------------------------------------------------- | -------------------------------------------------- | -------------------------------------------------- | -------------------------------------------------- | -------------------------------------------------- | -------------------------------------------------- | -------------------------------------------------- | -------------------------------------------------- | -------------------------------------------------- | -------------------------------------------------- | -------------------------------------------------- | -------------------------------------------------- | -------------------------------------------------- |
| 历史最高温 °C（°F）                                | 13.5 (56.3)                                        | 18.1 (64.6)                                        | 24.0 (75.2)                                        | 30.5 (86.9)                                        | 31.8 (89.2)                                        | 38.0 (100.4)                                       | 38.7 (101.7)                                       | 38.2 (100.8)                                       | 34.6 (94.3)                                        | 27.9 (82.2)                                        | 19.9 (67.8)                                        | 15.0 (59.0)                                        | 38.7 (101.7)                                       |
| 平均高温 °C（°F）                                  | 2.1 (35.8)                                         | 3.7 (38.7)                                         | 8.1 (46.6)                                         | 15.0 (59.0)                                        | 19.8 (67.6)                                        | 23.1 (73.6)                                        | 25.2 (77.4)                                        | 24.9 (76.8)                                        | 19.5 (67.1)                                        | 13.3 (55.9)                                        | 7.1 (44.8)                                         | 3.2 (37.8)                                         | 13.8 (56.8)                                        |
| 日均气温 °C（°F）                                  | −0.4 (31.3)                                        | 0.7 (33.3)                                         | 4.1 (39.4)                                         | 9.5 (49.1)                                         | 14.1 (57.4)                                        | 17.5 (63.5)                                        | 19.6 (67.3)                                        | 19.3 (66.7)                                        | 14.6 (58.3)                                        | 9.4 (48.9)                                         | 4.5 (40.1)                                         | 0.9 (33.6)                                         | 9.5 (49.1)                                         |
| 平均低温 °C（°F）                                  | −2.9 (26.8)                                        | −2.4 (27.7)                                        | 0.0 (32.0)                                         | 4.0 (39.2)                                         | 8.4 (47.1)                                         | 11.9 (53.4)                                        | 14.1 (57.4)                                        | 13.7 (56.7)                                        | 9.6 (49.3)                                         | 5.4 (41.7)                                         | 1.8 (35.2)                                         | −1.4 (29.5)                                        | 5.2 (41.4)                                         |
| 历史最低温 °C（°F）                                | −28.5 (−19.3)                                      | −28.0 (−18.4)                                      | −21.4 (−6.5)                                       | −8.6 (16.5)                                        | −3.9 (25.0)                                        | 0.5 (32.9)                                         | 3.8 (38.8)                                         | 3.2 (37.8)                                         | −1.7 (28.9)                                        | −8.3 (17.1)                                        | −15.2 (4.6)                                        | −24.9 (−12.8)                                      | −28.5 (−19.3)                                      |
| 平均降水量 mm（）                                  | 38 (1.5)                                           | 31 (1.2)                                           | 40 (1.6)                                           | 29 (1.1)                                           | 54 (2.1)                                           | 58 (2.3)                                           | 84 (3.3)                                           | 56 (2.2)                                           | 41 (1.6)                                           | 35 (1.4)                                           | 34 (1.3)                                           | 40 (1.6)                                           | 540 (21.3)                                         |
| 平均降水天数                                       | 9                                                  | 8                                                  | 9                                                  | 6                                                  | 8                                                  | 8                                                  | 10                                                 | 8                                                  | 7                                                  | 8                                                  | 7                                                  | 9                                                  | 97                                                 |
| 平均相對濕度（％）                                 | 87                                                 | 83                                                 | 77                                                 | 67                                                 | 67                                                 | 68                                                 | 69                                                 | 70                                                 | 77                                                 | 83                                                 | 88                                                 | 89                                                 | 77                                                 |
| 月均日照時數                                       | 51                                                 | 72                                                 | 126                                                | 211                                                | 257                                                | 257                                                | 269                                                | 253                                                | 165                                                | 113                                                | 54                                                 | 37                                                 | 1,865                                              |
| 来源：IMGW                                         |                                                    |                                                    |                                                    |                                                    |                                                    |                                                    |                                                    |                                                    |                                                    |                                                    |                                                    |                                                    |                                                    |

| 波兹南1961-1990年        | 波兹南1961-1990年 | 波兹南1961-1990年 | 波兹南1961-1990年 | 波兹南1961-1990年 | 波兹南1961-1990年 | 波兹南1961-1990年 | 波兹南1961-1990年 | 波兹南1961-1990年 | 波兹南1961-1990年 | 波兹南1961-1990年 | 波兹南1961-1990年 | 波兹南1961-1990年 | 波兹南1961-1990年 |
| 月份                     | 1月               | 2月               | 3月               | 4月               | 5月               | 6月               | 7月               | 8月               | 9月               | 10月              | 11月              | 12月              | 全年              |
| ------------------------ | ----------------- | ----------------- | ----------------- | ----------------- | ----------------- | ----------------- | ----------------- | ----------------- | ----------------- | ----------------- | ----------------- | ----------------- | ----------------- |
| 历史最高温 °C（°F）      | 13.2 (55.8)       | 17.6 (63.7)       | 24.0 (75.2)       | 29.9 (85.8)       | 31.5 (88.7)       | 33.7 (92.7)       | 36.4 (97.5)       | 36.1 (97.0)       | 34.6 (94.3)       | 27.9 (82.2)       | 19.9 (67.8)       | 15.0 (59.0)       | 36.4 (97.5)       |
| 平均高温 °C（°F）        | 0.5 (32.9)        | 2.2 (36.0)        | 6.8 (44.2)        | 13.0 (55.4)       | 18.8 (65.8)       | 22.1 (71.8)       | 23.5 (74.3)       | 23.1 (73.6)       | 18.7 (65.7)       | 13.1 (55.6)       | 6.4 (43.5)        | 2.2 (36.0)        | 12.5 (54.6)       |
| 日均气温 °C（°F）        | −2.0 (28.4)       | −1.0 (30.2)       | 2.7 (36.9)        | 7.6 (45.7)        | 13.3 (55.9)       | 16.7 (62.1)       | 18.0 (64.4)       | 17.4 (63.3)       | 13.4 (56.1)       | 8.8 (47.8)        | 3.8 (38.8)        | −0.1 (31.8)       | 8.2 (46.8)        |
| 平均低温 °C（°F）        | −4.8 (23.4)       | −3.9 (25.0)       | −0.8 (30.6)       | 2.8 (37.0)        | 7.7 (45.9)        | 11.2 (52.2)       | 12.5 (54.5)       | 12.2 (54.0)       | 9.0 (48.2)        | 5.3 (41.5)        | 1.2 (34.2)        | −2.6 (27.3)       | 4.1 (39.5)        |
| 历史最低温 °C（°F）      | −28.5 (−19.3)     | −26.7 (−16.1)     | −21.4 (−6.5)      | −8.6 (16.5)       | −3.0 (26.6)       | 0.5 (32.9)        | 4.7 (40.5)        | 3.2 (37.8)        | −1.7 (28.9)       | −8.3 (17.1)       | −15.2 (4.6)       | −24.9 (−12.8)     | −28.5 (−19.3)     |
| 平均降水量 mm（）        | 30 (1.2)          | 24 (0.9)          | 27 (1.1)          | 36 (1.4)          | 53 (2.1)          | 60 (2.4)          | 69 (2.7)          | 57 (2.2)          | 43 (1.7)          | 39 (1.5)          | 39 (1.5)          | 38 (1.5)          | 515 (20.2)        |
| 平均降水天数（≥ 1.0 mm） | 8.1               | 6.7               | 6.9               | 7.3               | 8.4               | 8.7               | 9.2               | 9.0               | 7.2               | 7.1               | 8.8               | 9.5               | 96.9              |
| 月均日照時數             | 40.0              | 61.0              | 109.0             | 152.0             | 219.0             | 215.0             | 218.0             | 206.0             | 138.0             | 102.0             | 40.0              | 32.0              | 1,532             |
| 来源：NOAA               |                   |                   |                   |                   |                   |                   |                   |                   |                   |                   |                   |                   |                   |

## 行政区划

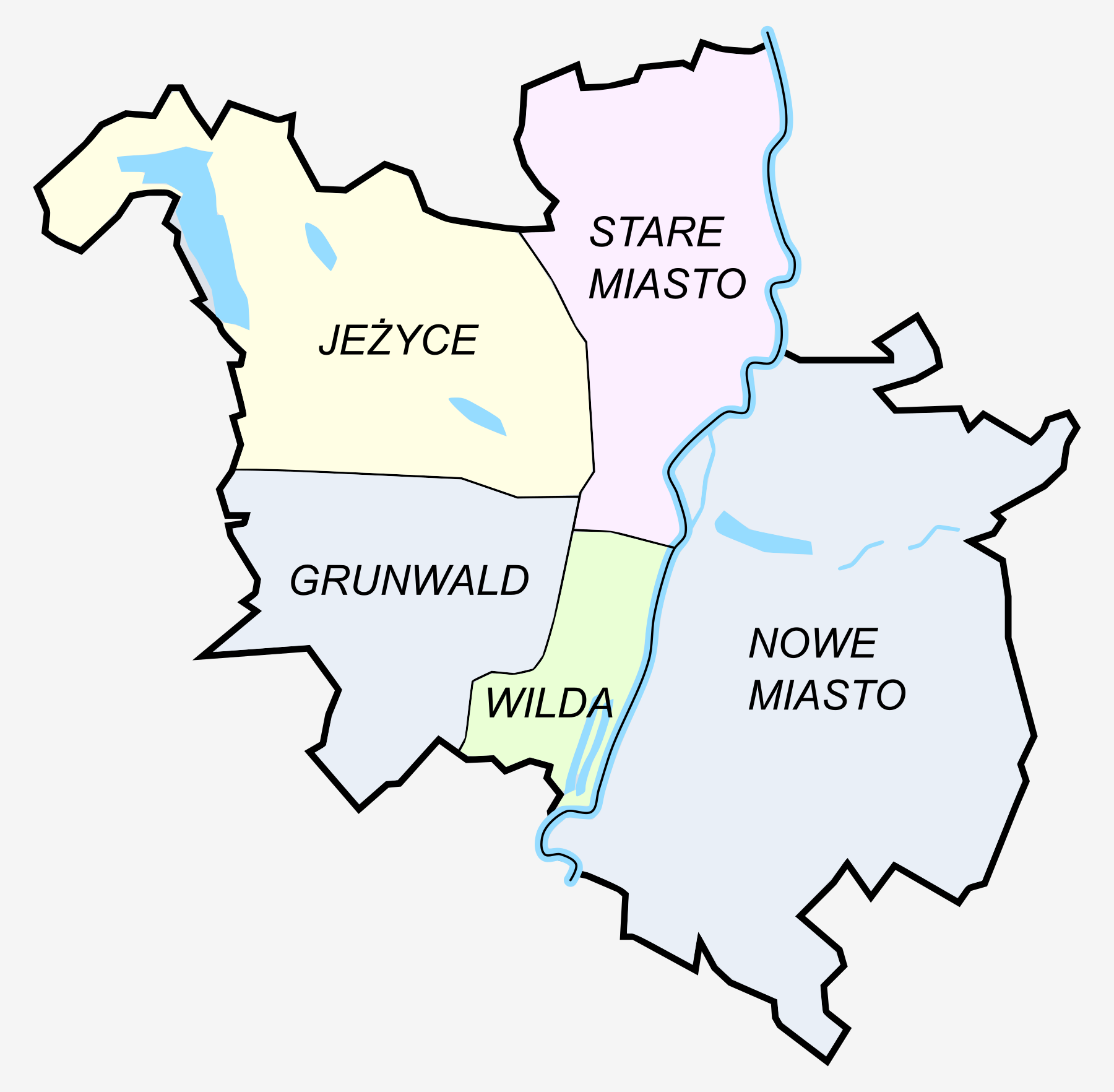
1987-1990年波兹南行政区划

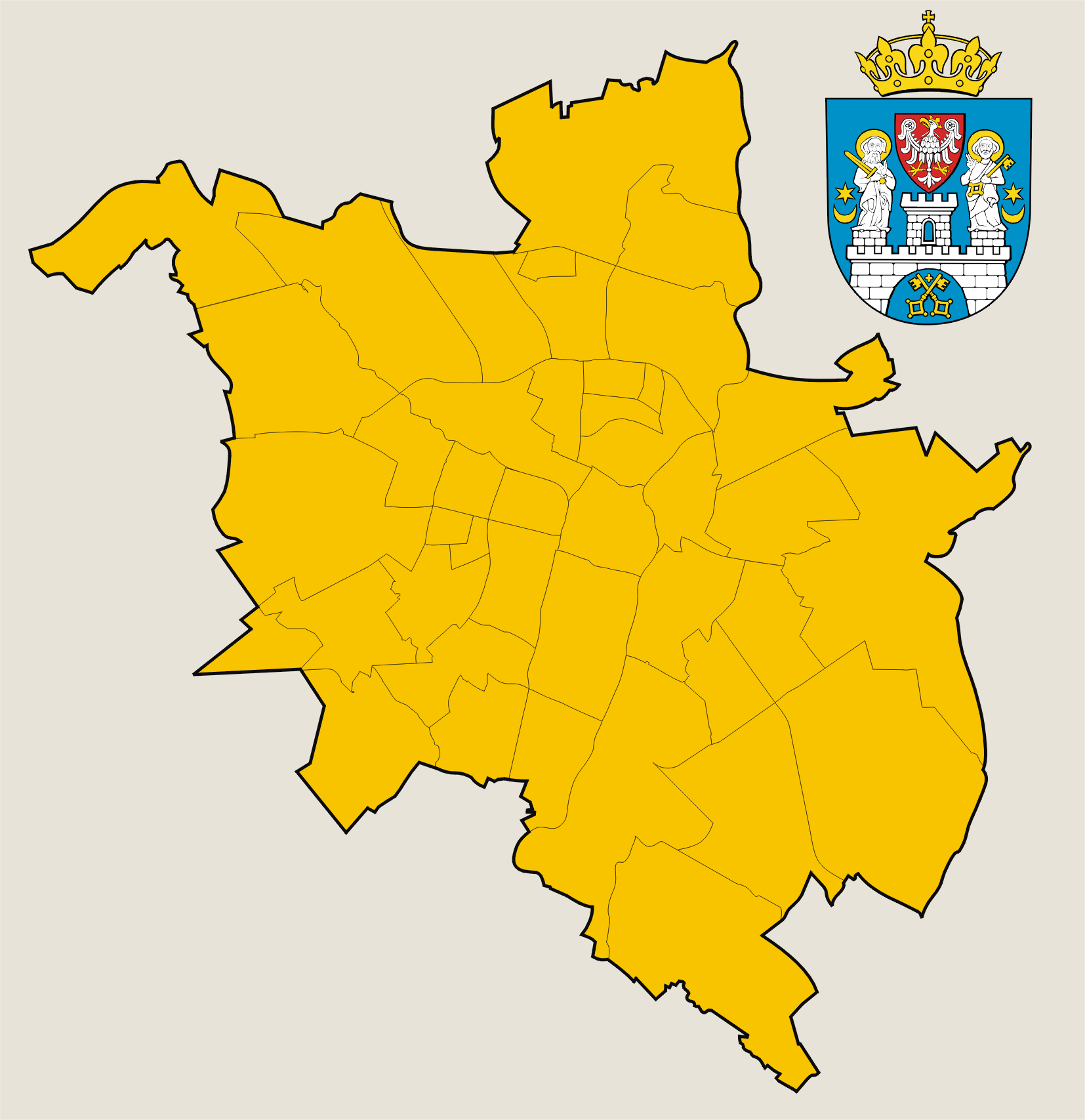
波兹南现行行政区划图

现今波兹南分为42个次分区，每个次分区都有自己的委员会，代表居民协助市政府工作，并具有一定的决策权和支出权。为了监督并支持下属各次分区的活动，市政府成立了城市辅助单位支持部。
此外，从1954年到1990年，波兹南被划分为五个区，分别为旧城区、新城区、格伦沃尔德、耶齐采和维尔达。几十年来，随着城市规模的扩大，这些区的边界和管辖范围也有一定的变化。虽然这些区在1990年都被废除，但民间仍然以其为传统分区，官方有时也有使用。

## 人口
第二次世界大战后至20世纪90年代，波兹南的人口总体上保持一种减速增长的状态。1993年，波兹南人口数为582,704人，为该市人口数量的巅峰。随后，由于受到人口自然负增长和郊区化的影响，人口数量逐渐下滑，并于2013年跌破55万人。

## 经济

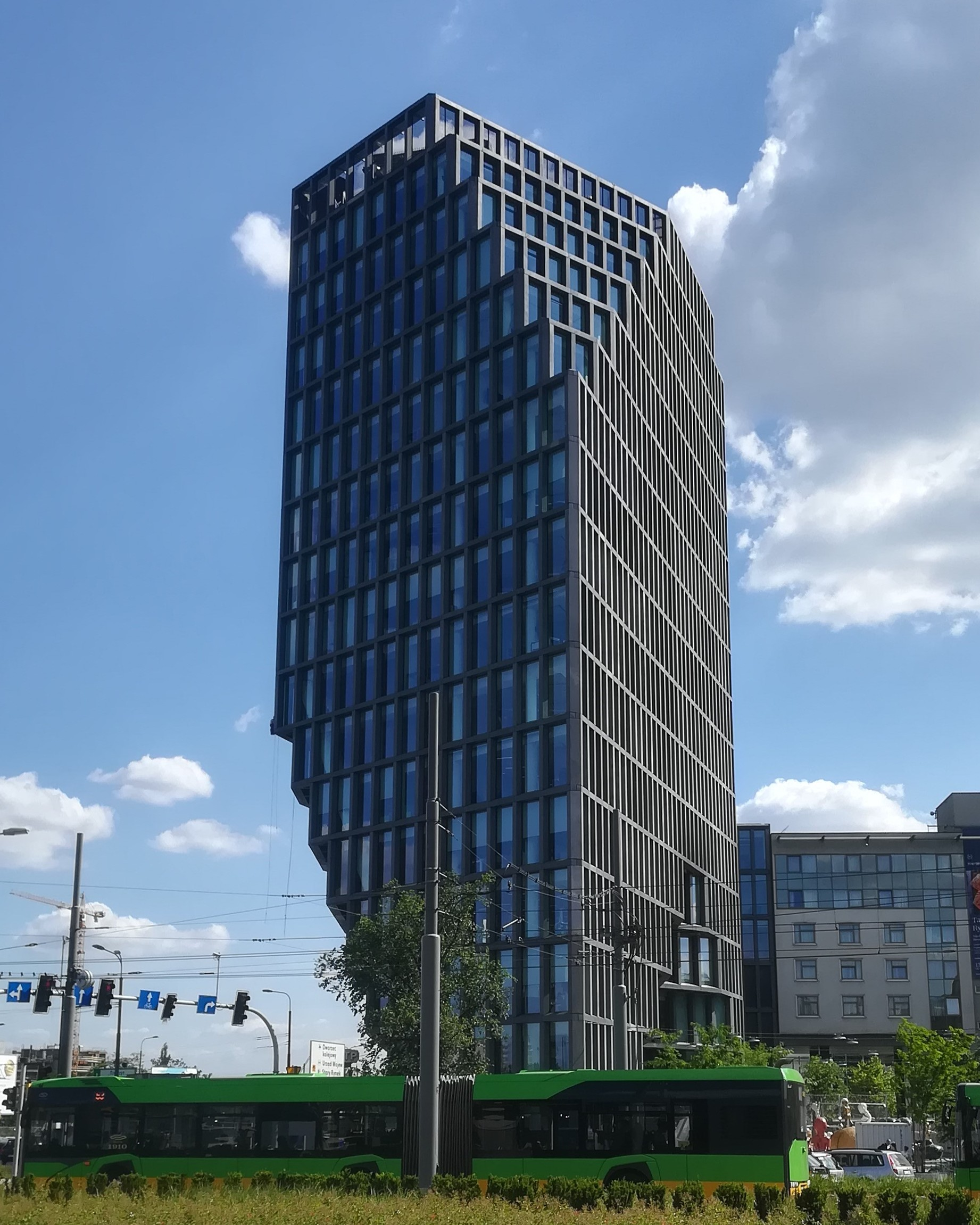
波兹南波罗的海大楼

自中世纪起，波兹南就是波兰地区重要的贸易中心。19世纪以来，当地重工业开始蓬勃发展，大量的工厂得以建立，其中较具代表性的是策杰尔斯基工厂。
今天的波兹南，仍然在波兰经济版图中占有重要地位。它也被认为是波兰第二繁荣的城市，仅次于华沙。很多波兰本土企业的总部，以及一些国外企业（主要是西欧企业）的波兰分部都设置在波兹南。

## 文化

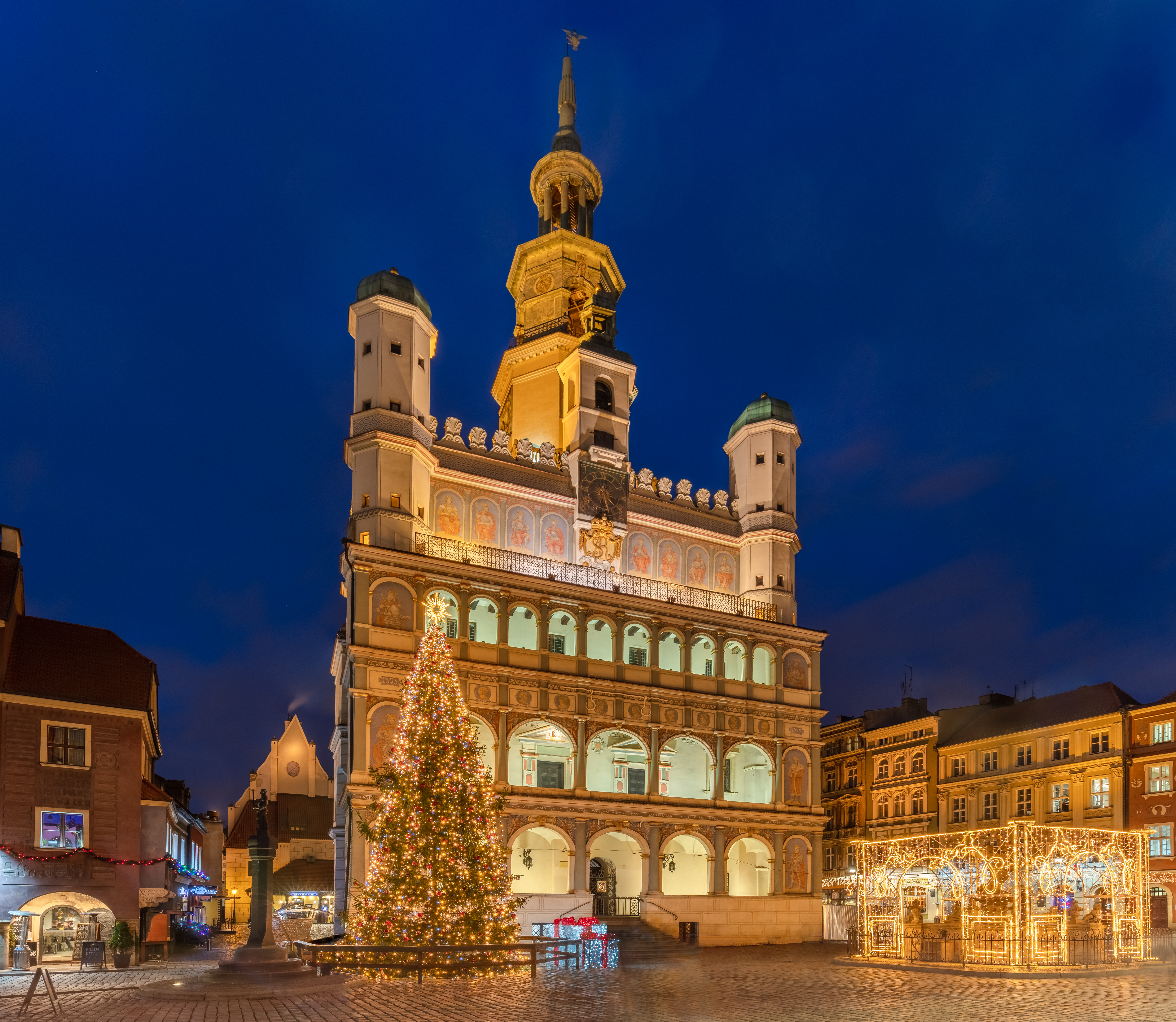
波兹南市政厅始建于1560年，曾长期作为市政府所在地，现为博物馆。

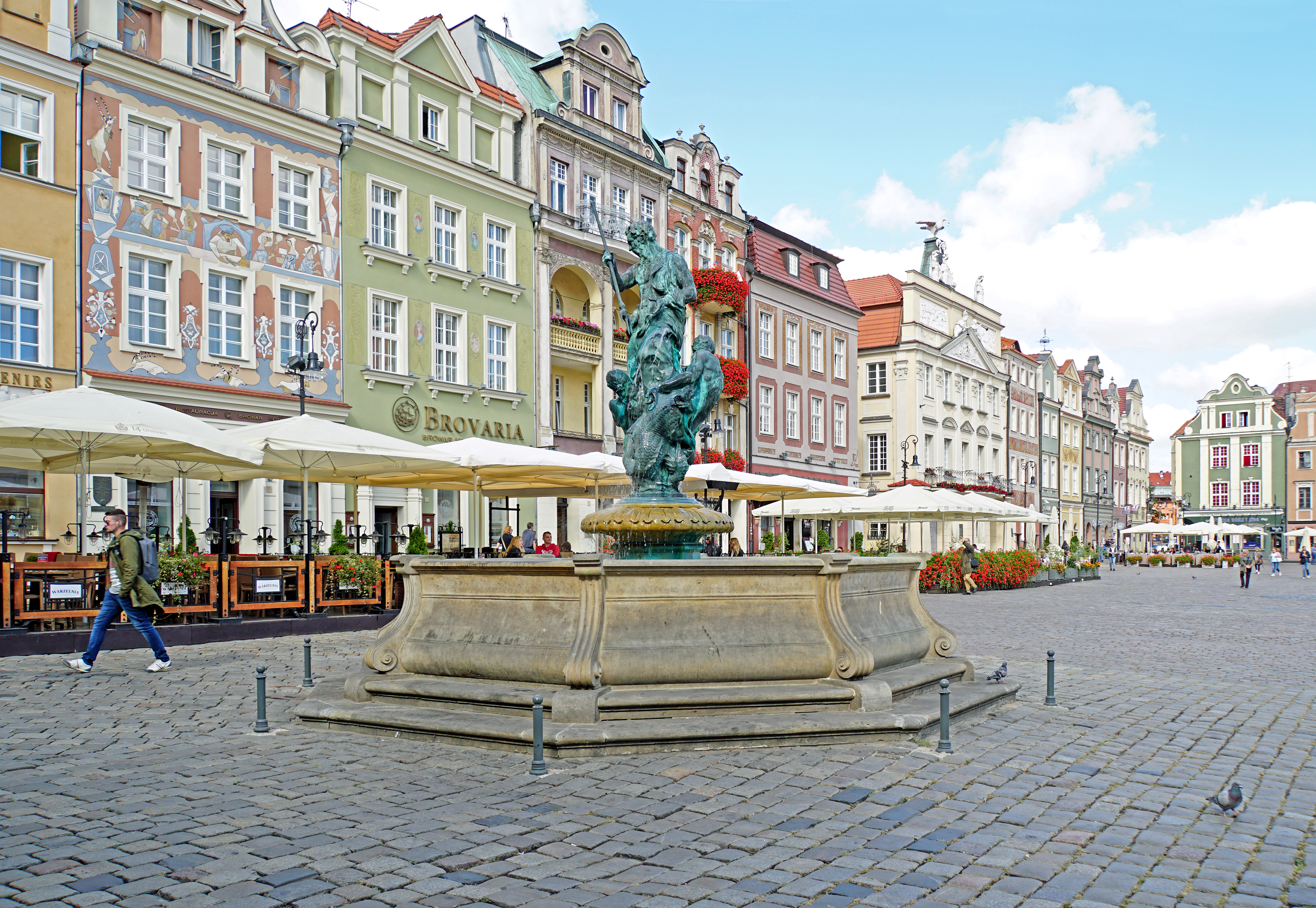
波兹南旧城区风光

波兹南作为波兰昔日的首都之一，拥有众多历史建筑和文化遗产，主要集中在旧城区和市中心的其余地区。2008年11月28日，市中心的部分地区被列入波兰历史古迹名录。
波兹南戏剧文化历史悠久，拥有众多大型传统剧院，其中最具代表性的是波兹南大剧院。近年来，另类戏剧在波兹南兴起，市内有多达30个以演出另类戏剧为主的团体，使得波兹南成为了波兰户外戏剧表演的重要中心。
波兹南著名的古典音乐活动有五年一度的“亨里克·维尼亚夫斯基”小提琴比赛，以及该市爱乐乐团举办的月度性古典音乐会。波兹南夜莺合唱团的音乐会尤其受欢迎。

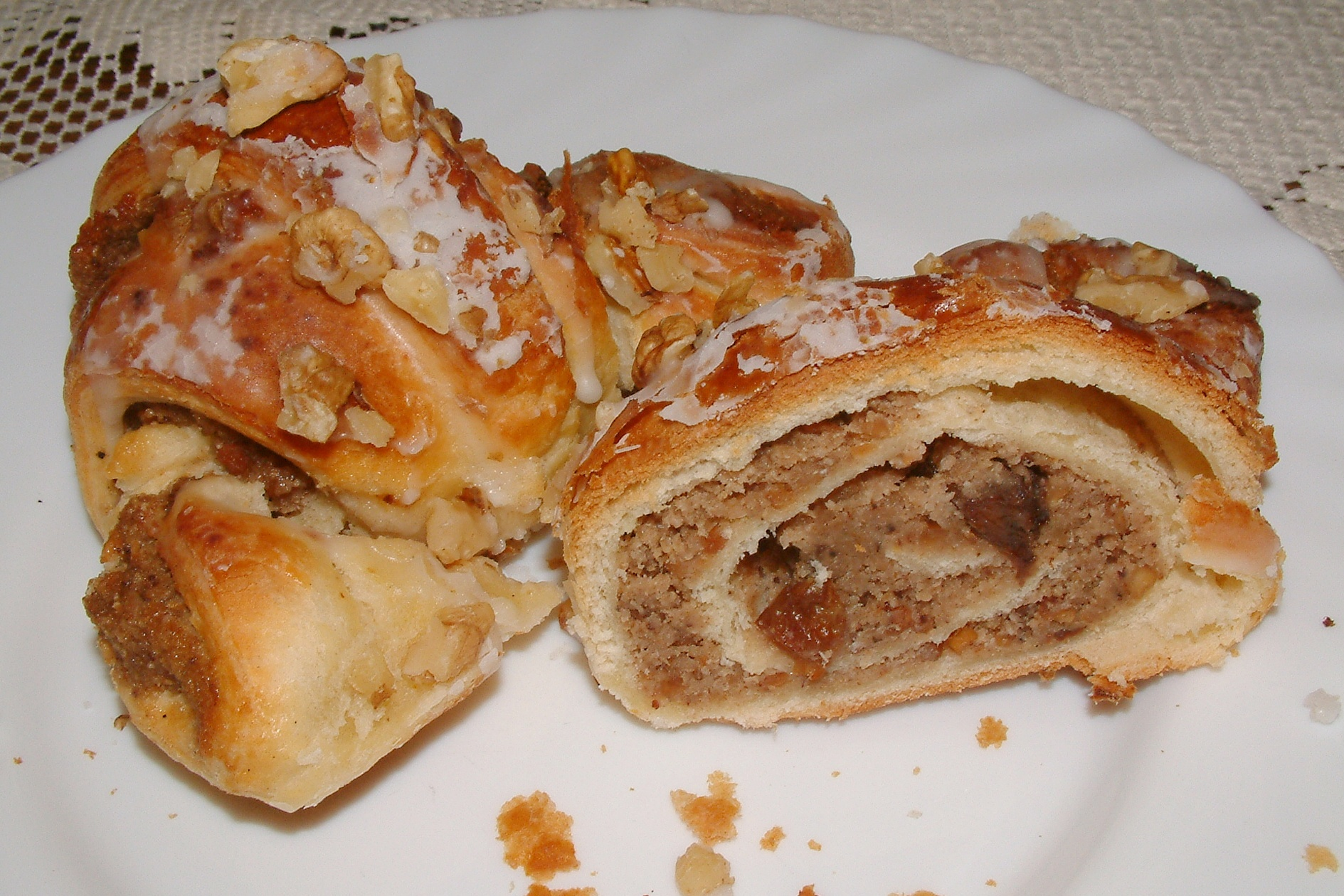
圣马丁羊角面包

每年11月11日，波兹南市民都会庆祝圣玛尔定节。当地最为著名的庆祝活动是在皇家城堡前举行的马队游行活动，此外，作为波兹南特产的圣马丁羊角面包，在节日期间也颇为畅销。
马耳他节是波兹南最重要的文化节之一，通常在每年6月底至7月初举行。该节日的主要活动为在广场和其他公共空间进行的现代实验性的户外表演，还有电影、视觉、音乐和舞蹈活动等。除此之外，诸多电影节和音乐节也在波兹南举办。
作为波兰的文化中心之一，波兹南有诸多博物馆和电影院。稍息社会中心位于耶齐采区，由废弃的工厂改造而来，是波兰独立和开放文化的重要据点，经常举办音乐会、展览、诗歌之夜和涂鸦节等。此外，市中心还有有许多俱乐部、酒吧和咖啡馆。
波兹南动物园分为两部分，其中旧动物园位于市中心西侧，始建于1874年，是波兰最古老的动物园之一；新动物园地处城市东部的丘陵森林地带，于1974年向公众开放，占地116公顷，是全国第二大的动物园。

## 教育

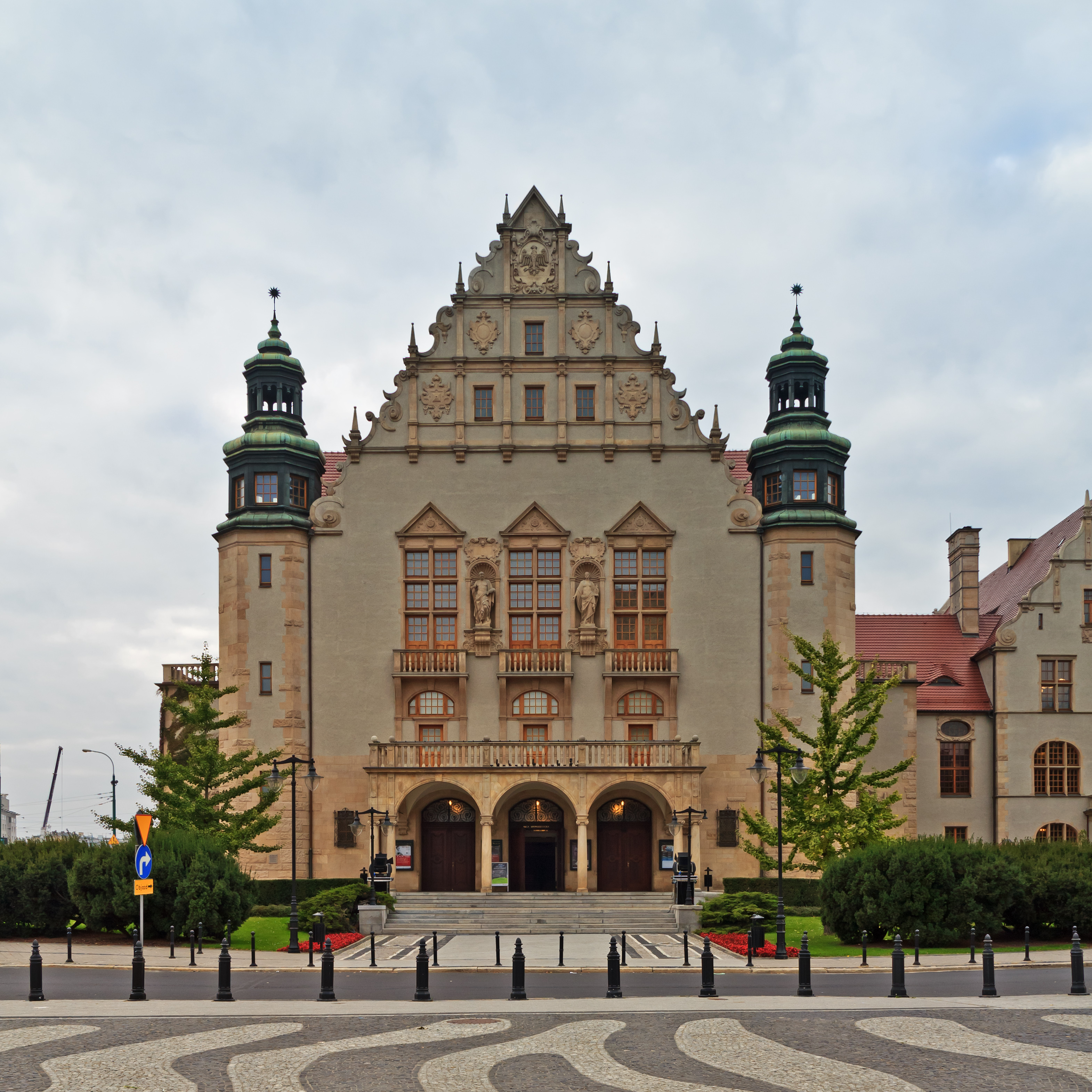
亚当·密茨凯维奇大学

波兹南是波兰四大学术中心之一，全市约有14万名学生，平均每4个市民中就有1个学生，总数少于华沙和克拉科夫，和弗罗茨瓦夫的学生数相接近。由于波兹南的城市规模比华沙和克拉科夫小，但学生占比高于以上两座城市，使得这座城市在国内的学术地位反而更高。波兹南拥有近30所高等院校，其教育资源仅次于华沙，位居全国第二。波兹南较为著名的大学有波兹南亚当·密茨凯维奇大学、波兹南理工大学、波兹南财经大学、波兹南医科大学、波兹南艺术大学等。

## 体育

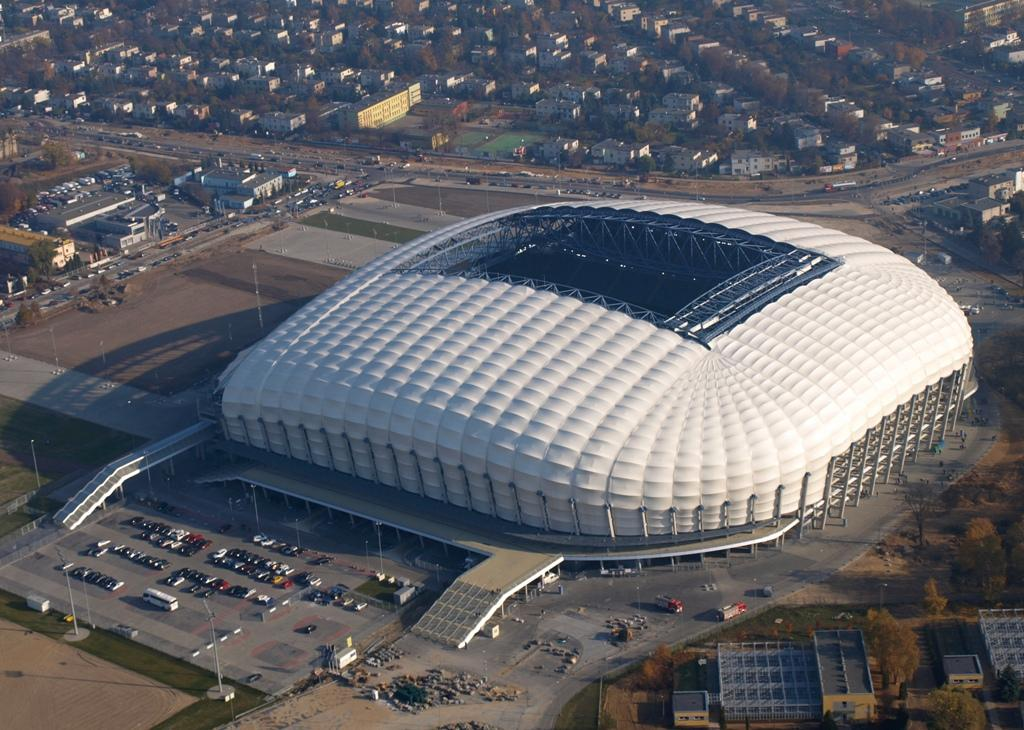
波兹南市立球场

波兹南体育传统深厚，各项主要体育项目在这座城市都有一定的普及度。该市拥有3座职业足球俱乐部，其中波茲南萊克足球俱樂部最为著名，曾征战多项欧洲级别的赛事。除此之外，篮球、排球、网球等运动也很受欢迎。波兹南曾申办2014年青奥会，但以5票之差败给南京。

## 交通

### 铁路

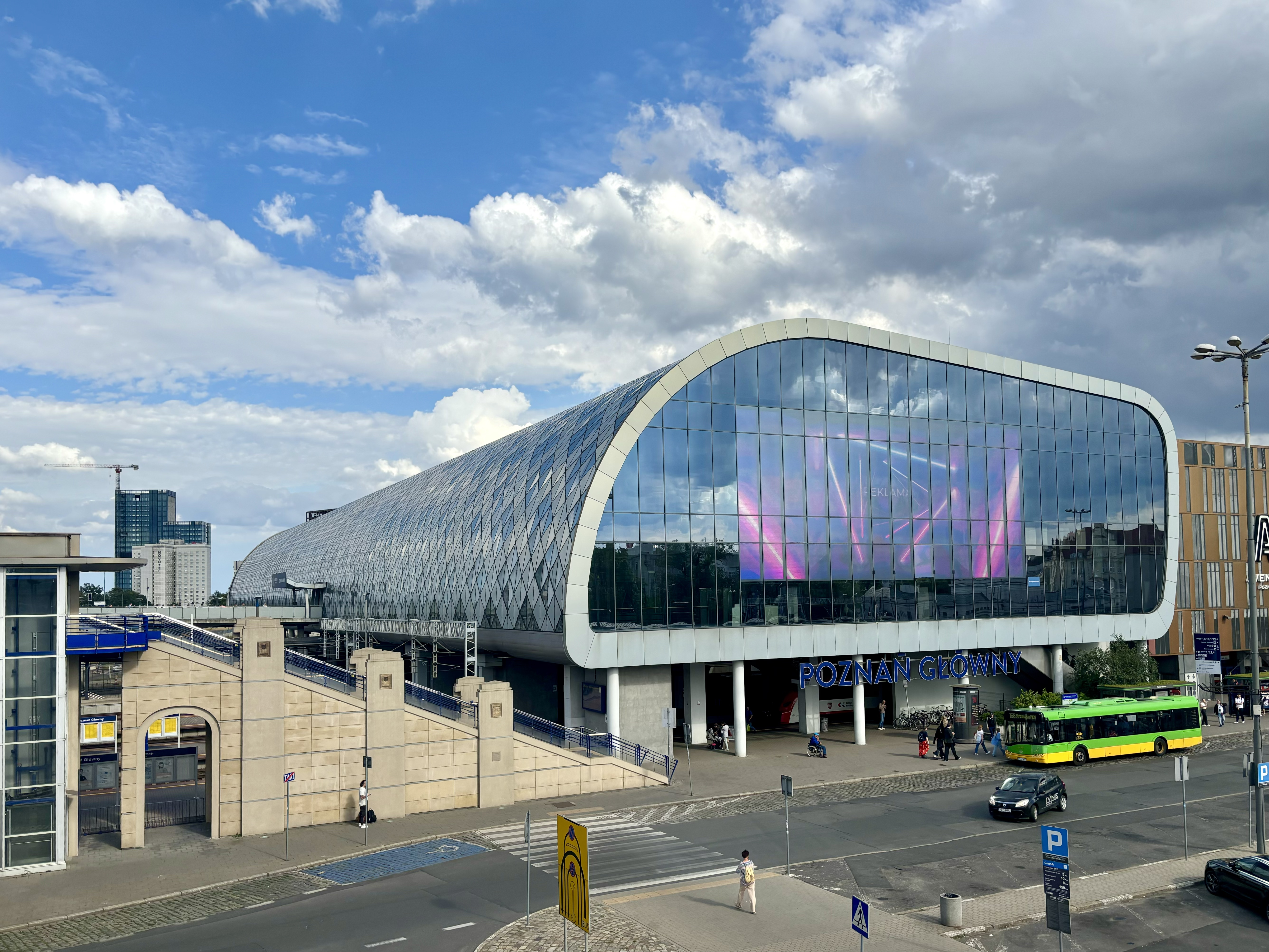
现代化改造后的波兹南火车总站

波兹南火车总站位于市区西南部，于1879年启用，是波兰最重要的火车站之一。2011年，波兹南火车总站进行了大规模现代化改造，以适应2012年欧洲杯的需求。此外，市区内的火车站还有位于市区东北部的波兹南火车东站和加尔巴里火车站，郊区也有一些火车站。

### 公路

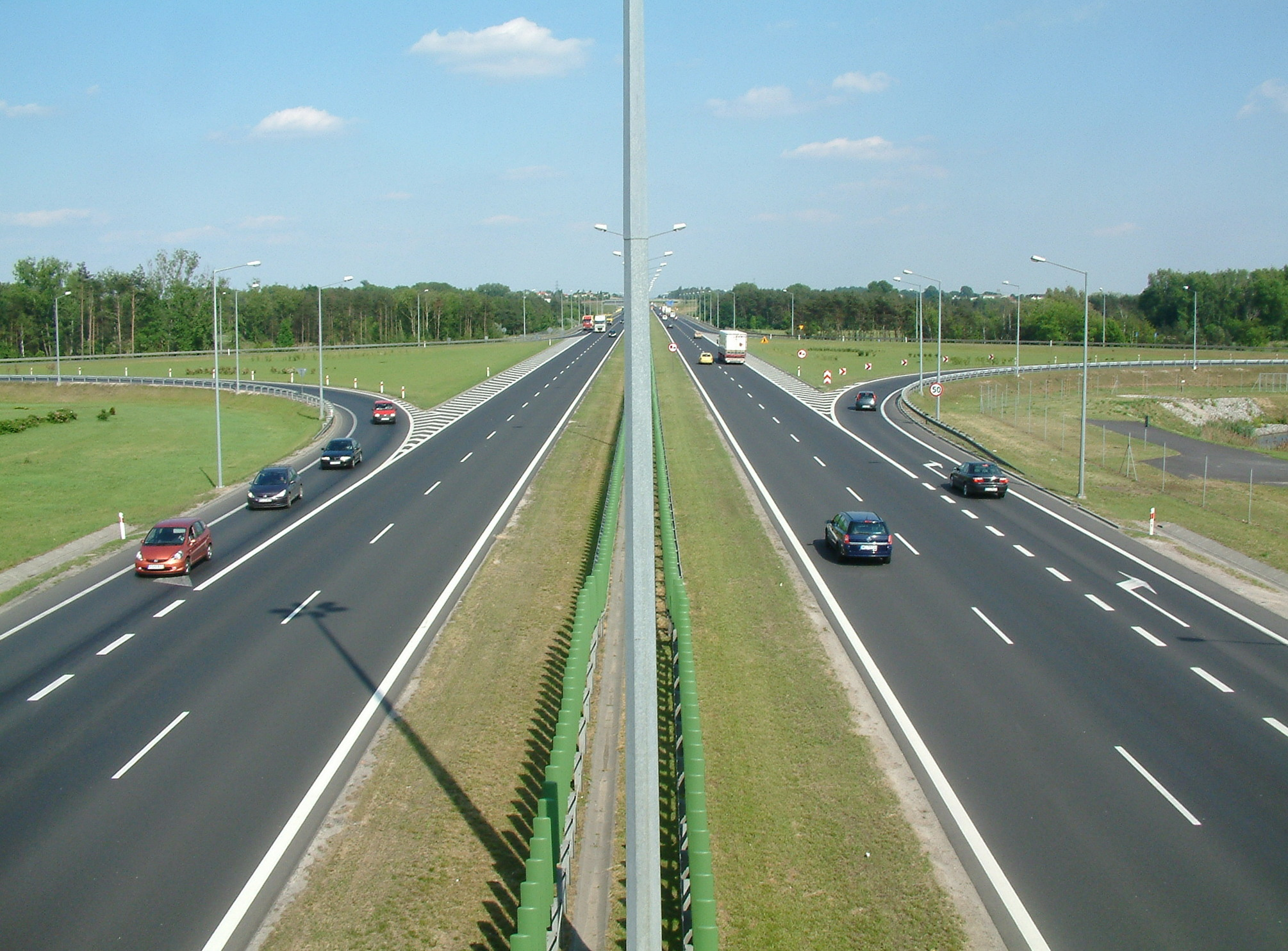
A2高速公路波兹南段

波兹南是波兰重要的公路交通枢纽之一，公路网十分发达，可通往华沙、比得哥什、卡托维兹、弗罗茨瓦夫等全国各大主要城市，以及柏林、布拉格等国外重要城市。波兰交通的东西向大动脉A2高速公路穿城而过，将波兹南与华沙、罗兹、柏林等国内外经济中心紧密相连。

### 航空

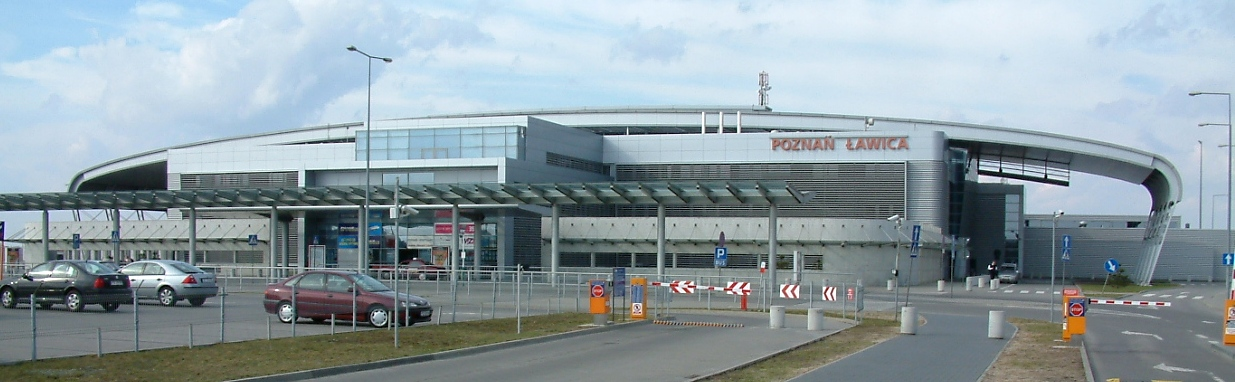
波茲南-拉威卡機場

波茲南-拉威卡機場位于波兹南市中心以西5公里，始建于1913年，是波兰最古老的机场之一。2016年，该机场的客运量约为171万人次。

### 市内公共交通

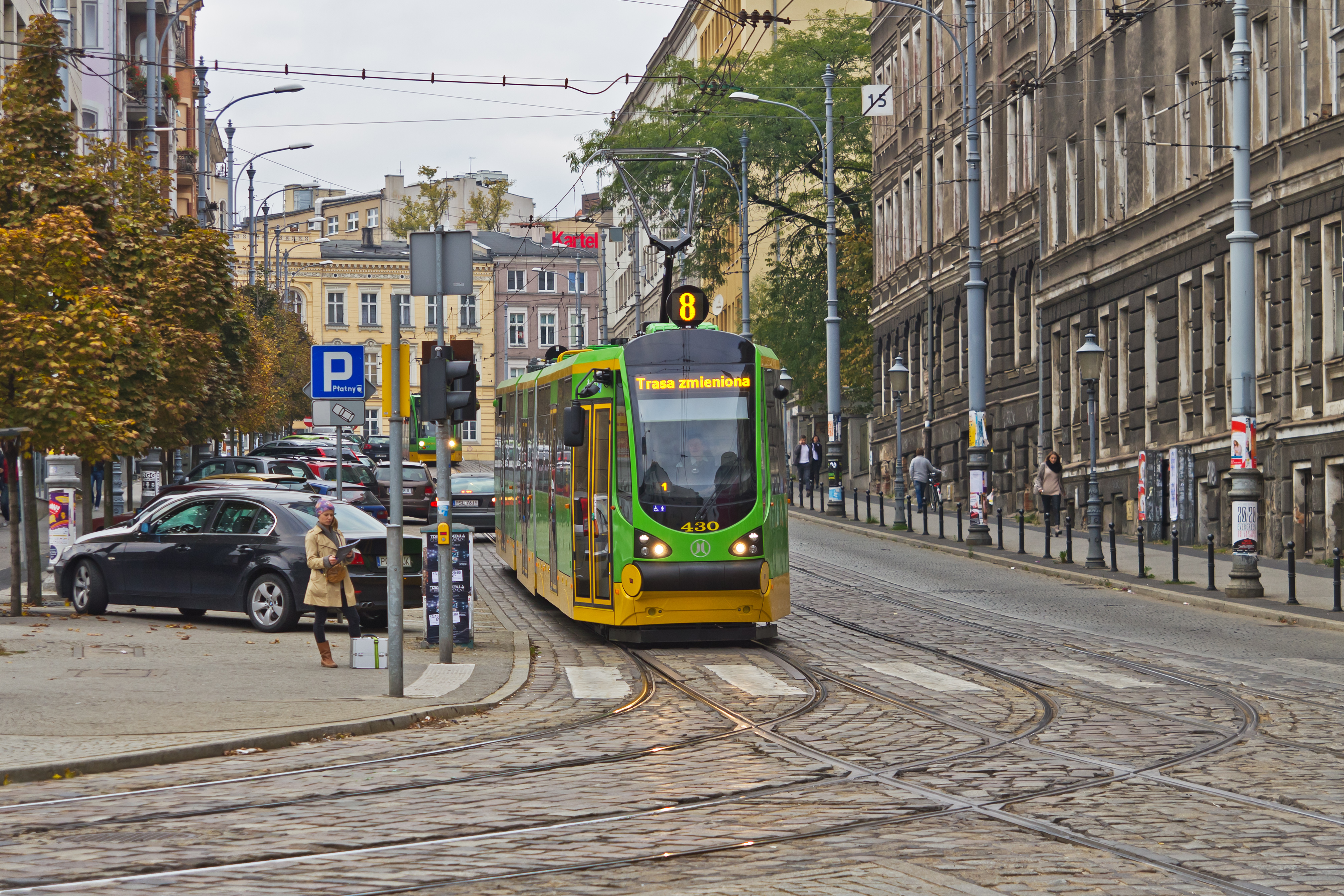
波兹南快速电车系统

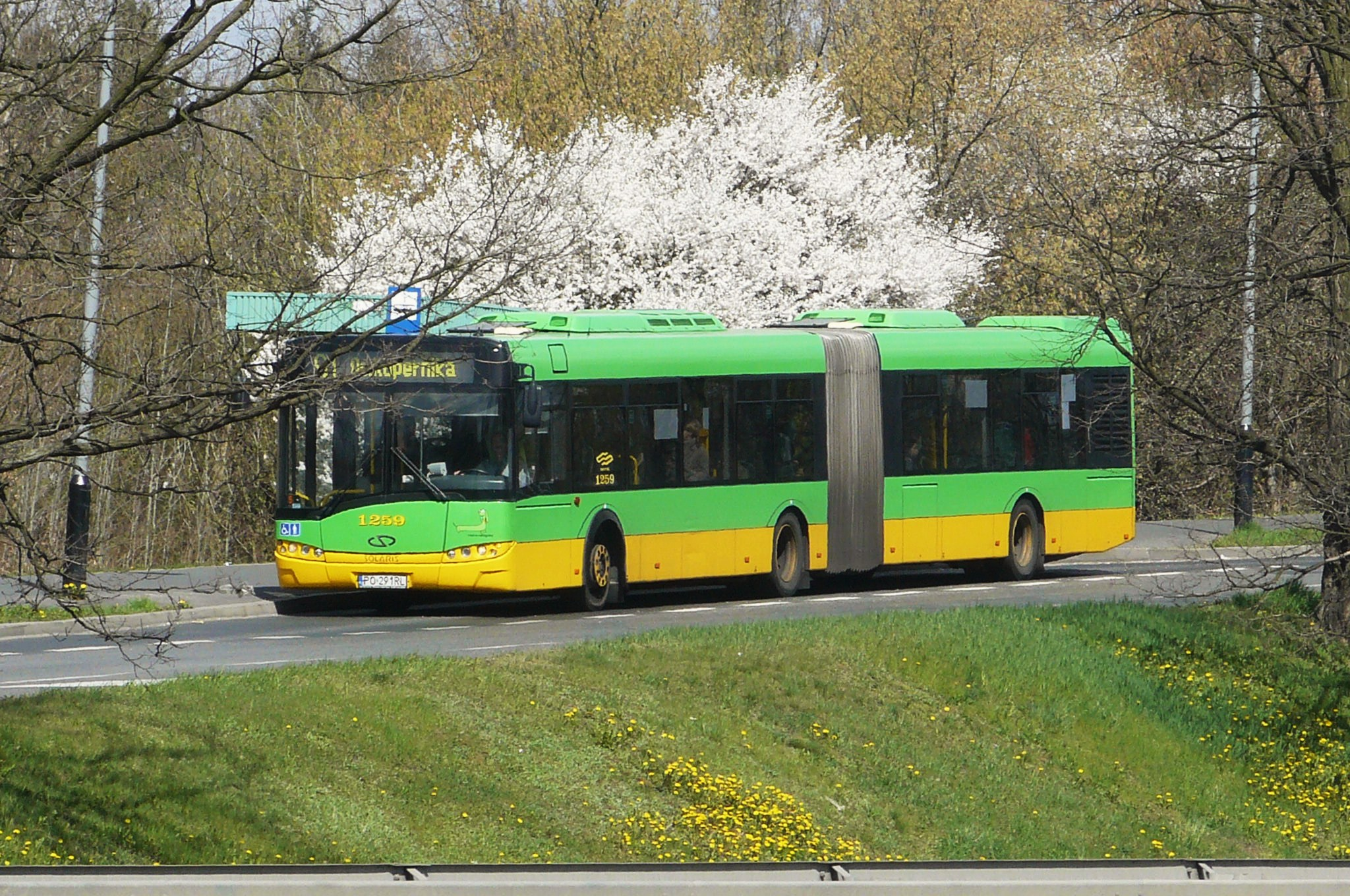
波兹南公共汽车

波兹南的公共交通历史悠久，可追溯至1880年开通的有轨电车系统。东欧剧变以后，市政府加大了对市内公共交通的扶持力度。虽然自1989年以来，城市汽车的数量增加了至少一倍，但市政政策始终聚焦于改善公共交通，具体来说，主要包括有轨电车以及运行于城市和郊区的公共汽车，其中最为典型的是新式快速电车系统。

## 国际交流
波兹南的姊妹都市如下:
| 國家     | 城市                | 締結年份 |
| -------- | ------------------- | -------- |
| 捷克     | 布尔诺              | 1966年   |
| 美国     | 贝城（密歇根州）    | 1977年   |
| 德国     | 汉诺威              | 1979年   |
| 芬兰     | 于韦斯屈莱          | 1979年   |
| 美国     | 托莱多（俄亥俄州）  | 1991年   |
| 荷蘭     | 阿森                | 1992年   |
| 西班牙   | 波苏埃洛-德阿拉尔孔 | 1992年   |
| 中国     | 深圳市              | 1993年   |
| 英国     | 诺丁汉郡            | 1994年   |
| 巴勒斯坦 | 纳布卢斯            | 1997年   |
| 乌克兰   | 哈尔科夫            | 1998年   |
| 法國     | 雷恩                | 1998年   |
| 匈牙利   | 杰尔                | 2008年   |
|          | 库塔伊西            | 2009年   |
| 以色列   | 赖阿南纳            | 2010年   |
| 巴西     | 圣若泽杜斯皮尼艾斯  | 未知     |

### 引用出处
1. 1 2 3  , Główny Urząd Statystyczny, 2024-07-22, （原始内容存档于2024-12-04） （波兰语）
2. 1 2   (PDF). metropoliapoznan.pl. 2018  [15 January 2021]. （原始内容存档 (PDF)于2021-07-20） （波兰语）.
3. ↑  . www.lboro.ac.uk.   [2021-06-14]. （原始内容存档于2020-08-24）.
4. ↑  . www.poznan.pl.   [2021-06-14]. （原始内容存档于2020-11-26） （英语）.
5. ↑  . www.numbeo.com.   [2021-06-14]. （原始内容存档于2021-03-02） （英语）.
6. ↑  Rymut, Kazimierz. . Wrocław: Ossolineum. 1987: 191. ISBN 83-04-02436-5.
7. ↑  .   [2021-06-13]. （原始内容存档于2010-09-12）.
8. ↑  Christie, Neil; Hajnalka, Harold. . Oxbow Books. ISBN 9781785702389.
9. ↑  Dobosz, Józef. . Poznań: Wydawn. Poznańskie. 2002: 47. ISBN 9788371771101 （波兰语）.
10. ↑  G. Labuda, Mieszko I, p. 201.
11. ↑  Boßmann, Janine. . 2007: 9–10. ISBN 978-3-638-85343-9.
12. ↑  . www.krakow-info.com.   [2021-06-15]. （原始内容存档于2013-01-09）.
13. ↑  Brather, Sebastian. . Ergänzungsbände zum Reallexikon der germanischen Altertumskunde 30. Walter de Gruyter. 2001: 87, 156, 159. ISBN 3-11-017061-2 （德语）.
14. ↑  Brather, Sebastian. . Ergänzungsbände zum Reallexikon der germanischen Altertumskunde 30. Walter de Gruyter. 2001: 87. ISBN 3-11-017061-2 （德语）. Das städtische Bürgertum war auch in Polen und Böhmen zunächst überwiegend deutscher Herkunft. [English: Also in Poland and Bohemia were the burghers in the towns initially primarily of German origin.]
15. ↑  Walter Kuhn.  1. : 105 （德语）.
16. ↑  Norman Davies. . Ocford University Perss. 2005: 65.
17. ↑  J. Perles: Geschichte der Juden in Posen. In: Monatsschrift für Geschichte und Wissenschaft des Judentums. Vol. 13, Breslau 1864, pp. 321–334 (in German, online （页面存档备份，存于）.)
18. ↑  Kotowski, Albert S. . Forschungsstelle Ostmitteleuropa, University of Dortmund. 1998: 56  [2021-06-13]. ISBN 3-447-03997-3. （原始内容存档于2021-06-20） （德语）.
19. ↑  Jerzy Topolski. Dzieje Poznania w latach 1793–1945: 1918–1945. PWN. 1998. pp. 958, 1425.
20. ↑  "Trial of Gauleiter Arthur Greiser". Law Reports of Trials of War Criminals. United Nations War Crimes Commission. Wm. S. Hein Publishing. 1997. p. 86.
21. ↑  .   [2021-06-13]. （原始内容存档于2021-08-14）.
22. ↑  .   [2021-06-13]. （原始内容存档于2021-06-06）.
23. ↑  "Survival artist: a memoir of the Holocaust", Eugene Bergman, 2009, pg. 20.
24. ↑  Price, Waldine, Gutzon Borglum: The Man Who Carved a Mountain, Waldine Price, 1961 p. 181.
25. ↑  . Lonely Planet. 1981-06-28  [2016-01-19]. （原始内容存档于2016-06-04） （英语）.
26. ↑  Anup Shah. .   [2014-04-07]. （原始内容存档于2021-11-20）.
27. ↑  Łęcki, Włodzimierz. . Poznań: Wydawnictwo Miejskie. 2010: 87.
28. ↑  . Warszawa: Główny Urząd Geodezji i Kartografii. 2006. ISBN 83-239-9607-5.
29. ↑  . NOAA.   [2019-07-19]. （原始内容存档于2021-06-12）.
30. ↑  . bip.poznan.pl.   [2021-06-30]. （原始内容存档于2021-07-09）.
31. ↑   (pdf).   [2021-06-30]. （原始内容存档 (PDF)于2021-08-31） （波兰语）.
32. ↑  . bip.poznan.pl.   [2021-06-30]. （原始内容存档于2021-07-12）.
33. ↑  . URBACT. 2014-12-03  [2021-12-01]. （原始内容存档于2021-12-01） （英语）.
34. ↑  Urząd Rady Ministrów. . Warsaw. 2008: 218–225.
35. ↑  Rogulska, Anna. . off-teatr.pl.   [2021-12-06]. （原始内容存档于2021-12-06）.
36. ↑  Nitschke, Bernadetta. . Zielona Góra: Art-Druk, Regionalne Centrum Animacji Kultury. 2002: 127.
37. ↑  . 2018-07-16  [2021-12-06]. 原始内容存档于2018-07-16.
38. ↑  .   [2021-12-03]. （原始内容存档于2018-06-12）.
39. ↑  . poznanairport.pl.   [2021-12-03]. （原始内容存档于2021-11-21）.
40. ↑  . 1998–2013 Urząd Miasta Poznania. City of Poznań.   [2013-12-11]. （原始内容存档于2013-09-23） （波兰语）.
41. ↑  . 1998–2008 Urząd Miasta Poznania.   [2008-11-29]. （原始内容存档于2012-02-05） （波兰语）.
42. ↑  . Brno.cz.   [2011-09-06]. （原始内容存档于2016-01-05） （捷克语）.
43. ↑  . Brno.cz.   [2009-07-17]. （原始内容存档于2011-05-23） （捷克语）.
44. ↑   (PDF). Svsu.edu.   [2016-01-19]. （原始内容存档 (PDF)于2021-07-19）.
45. ↑  . Buffalo-Rzeszow Sister Cities, Inc. （原始内容存档于2014-07-18）.
46. ↑  . Hannover.de.   [2009-07-17]. （原始内容存档于2011-07-24） （德语）.
47. ↑  . 深圳市人民政府外事办公室. 2008-03-22. （原始内容存档于2014-07-19） （中文）.
48. ↑  . 深圳市人民政府外事办公室. 2011-01-20. （原始内容存档于2013-11-13） （中文）.
49. ↑  . 深圳市人民政府外事办公室. 2014. （原始内容存档于2014-11-12） （中文）.
50. ↑  . Poznan.pl.   [2016-01-19]. （原始内容存档于2013-09-23）.
51. ↑   的存檔，存档日期2012-07-14.